# 薔薇戦争
薔薇戦争（ばらせんそう、英: Wars of the Roses）は、百年戦争終戦後に発生したイングランド中世封建諸侯による内乱であり、実状としては百年戦争の敗戦責任の押し付け合いが次代のイングランド王朝の執権争いへと発展したものと言える。　
また、フランスのノルマンディー公ギヨーム2世がイングランドを征服したノルマン・コンクエストの後、アンジュー帝国を築いたプランタジネット家の男系傍流であるランカスター家とヨーク家の、30年に及ぶ権力闘争でもある。最終的にはランカスター家の女系の血筋を引くテューダー家のヘンリー7世が武力でヨーク家を倒し、ヨーク家のエリザベス王女と結婚してテューダー朝を開いた。

## 概要
1455年5月にヨーク公リチャードがヘンリー6世に対して反乱を起こしてから、1485年にテューダー朝が成立するまで（1487年6月のストーク・フィールドの戦いまでとする見方もある）、プランタジネット家傍流のランカスター家とヨーク家の間で戦われた権力闘争である。ヨーク家とランカスター家は、ともにエドワード3世の血を引く家柄であった。
ランカスター家が赤薔薇、ヨーク家が白薔薇をバッジ（記章）としていたので薔薇戦争と呼ばれているが、この呼び名は後世のこととされる。
百年戦争中に、ランカスター家はプランタジネット朝を倒してランカスター朝を成立させていた。1422年、フランス王に対する勝利を重ね百年戦争における優位を確立したランカスター朝二代のヘンリー5世が死去し、生後9ヵ月のヘンリー6世がイングランド王に即位した。
1430年代以降、大陸での戦況が不利になるとフランスから嫁いだ王妃マーガレット・オブ・アンジューやサマセット公エドムンド・ボーフォートをはじめとする国王側近の和平派（ランカスター派）とプランタジネット家傍流のヨーク公リチャードを中心とした主戦派（ヨーク派）とが権力闘争を繰り広げるようになった。イングランドは百年戦争に敗れ、ヘンリー6世は精神錯乱を起こして闘争を収拾できなかった。両派は対立を深め、1455年に第1次セント・オールバーンズの戦いで両派間に火蓋が切られた。以後30年間、内戦がイングランド国内でくり広げられる。
勝利したヨーク公は権力を掌握するが、マーガレット王妃率いるランカスター派の巻き返しを受けてヨーク派が窮地に陥ると1459年に戦いが再開した。1460年のノーサンプトンの戦いでヨーク派が勝利してヘンリー6世を捕らえ、ヨーク公は王位を目前にするものの、スコットランドの援助を受けたマーガレット王妃の反撃を受けてウェイクフィールドの戦いで戦死した。1461年、マーガレット王妃はウォリック伯リチャード・ネヴィルを破ってヘンリー6世を奪回するが、ロンドンの占領に失敗する。ヨーク公の嫡男エドワードがウォリック伯と合流してロンドンに入城し、新国王エドワード4世に推戴されてヨーク朝が成立した。タウトンの戦いでヨーク派が大勝し内戦の勝敗は決した。1465年にはヘンリー6世も捕らえられ、幽閉されている。（第一次内乱）
王位に就いたエドワード4世であったが、成立した政権は不安定であった。エドワード4世は身分違いのエリザベス・ウッドヴィルとの結婚を独断専行させ、ウッドヴィル一族を重用したこと、そして外交政策の意見の相違からウォリック伯の反逆を招いた。1469年にウォリック伯は王弟クラレンス公ジョージとともに反乱を起こしてエドワード4世を一時屈服させるが、翌1470年にエドワード4世が両人を反逆者と宣告すると国外逃亡を余儀なくされた。
ウォリック伯は宿敵であったマーガレット王妃と和解してランカスター派と手を結び、イングランドに上陸してエドワード4世を国外に追いやり、ヘンリー6世を復位させた。だが、エドワード4世は義弟のブルゴーニュ公シャルルの援助を受けて、翌1471年にイングランドへ攻め入り、バーネットの戦いでウォリック伯を敗死させ、さらにテュークスベリーの戦いでランカスター軍を打ち破ってマーガレット王妃を捕らえた。ヘンリー6世とエドワード王子は殺害され、ランカスター家の王位継承権者はほぼ根絶やしにされた。（第二次内乱）
1483年に再び転機が訪れた。エドワード4世が急死すると、王弟グロスター公リチャードはエドワード4世の幼い遺児エドワード5世と母后エリザベス・ウッドヴィルの一族を排除し、諸侯や市民の推戴を経てリチャード3世として即位する。リチャード3世の即位に反対する勢力によって国内は再び混乱した。フランスに亡命していたランカスター派のリッチモンド伯ヘンリー・テューダーは、1485年に兵を率いてイングランドに上陸すると、ボズワースの戦いでリチャード3世を撃ち破った。（第三次内乱）
ヘンリー・テューダーはヘンリー7世として即位するとエドワード4世の王女エリザベス・オブ・ヨークと結婚してヨーク家と和解し、新たにテューダー朝が開かれた。

## 名称とシンボル
薔薇戦争の名称は、2つの王家のヘラルディック・バッジ（記章）であるヨーク家の白薔薇、ランカスター家の赤薔薇に由来するものである。もっとも、ランカスター家の赤薔薇の使用は戦争最末期である。この名称は19世紀の小説家ウォルター・スコットの『ガイアスタインのアン』（Anne of Geierstein）以降に広く用いられるようになった。
当時の疑似封建制のもと、この戦争に参加した者たちの多くが、直接仕えるまたは庇護者となっている諸侯のバッジがあしらわれた「お仕着せ」（そろいの制服：livery badge）を着用していた。例えば、ボズワースの戦いではヘンリー・テューダーの軍勢は「赤い竜」の旗の下で戦い、ヨーク軍はリチャード3世のバッジである「白い猪」を用いていた。戦後、ヘンリー7世は赤薔薇と白薔薇を合わせて、ヨーク家とランカスター家の融合の象徴としたテューダー・ローズのバッジを用いた。
ライバル両家の名称は、おのおのヨークとランカスターの町に由来するが、両勢力の支持基盤とはほとんど関係がない。ヨーク家はミッドランド（イングランド中部）とウェールズ境界地方（ウェールズ・マーチ）に勢力をはり、家門名のヨークシャーではランカスター家が優勢だった。

## 背景

### 百年戦争とランカスター朝の成立
1330年代のスコットランド政策を巡ってのフランス王フィリップ6世とイングランド王エドワード3世との対立が百年戦争の発端となった。当時のイングランド王は大陸に領地を有するアキテーヌ公を兼ねており、フランス王の封臣としての立場でもあった。フィリップ6世がエドワード3世の封臣礼の不備を理由にアキテーヌ領の没収を宣言すると、エドワード3世はヴァロワ家のフィリップ6世の即位の不法性を申し立て、1340年に自ら「フランス王」を宣言してフィリップ6世と開戦した。エドワード3世と有能な将帥であるエドワード黒太子はクレシーの戦い（1346年）とポワティエの戦い（1356年）でフランス軍に大勝して戦局を有利に進めた。1360年のブレティニー・カレー条約で王位請求権放棄の見返りに旧アンジュー王領の回復とカレー、ポンティユー、ギーヌの割譲をフランス王に呑ませることに成功する。だが、その後、国内では反乱が起こり、黒太子が病に倒れたことで戦況も不利になり、カレー、ボルドーを残して征服した領域のほとんどを失ってしまう。
薔薇戦争につながる「大貴族間の抗争」はエドワード3世によって種をまかれた。エドワード3世と王妃フィリッパ・オブ・エノーは13人の子をもうけており、成人した男子は5人である。エドワード3世は彼らをイングランド貴族の女子相続人と娶わせ、クラレンス、ランカスター、ヨークそしてグロスターといったイングランド初の公爵家を創設させた。これら公爵家の子孫たちは、最終的には国王位を巡って相争うようになる。
1377年にエドワード3世は死去し、王位はその前年に没したエドワード黒太子の子でわずか9歳のリチャード2世が継承した。エドワード3世の子で初代クラレンス公ライオネル・オブ・アントワープもまた後を追って死去しており、娘のフィリッパが残され、リチャード2世の王位継承権者（推定相続人）となった。フィリッパは第3代マーチ伯エドマンド・モーティマーと結婚した。1381年にエドマンドとフィリッパは相次いで死去した。子のないリチャード2世は彼らの息子の第4代マーチ伯ロジャー・モーティマーを王位継承者に指名したが、ロジャーは1398年に死去してしまい、第5代マーチ伯エドマンド・モーティマーが残された。黒太子の系統が断絶した際には長男子相続権法に基づけばライオネル・オブ・アントワープの子孫である第5代マーチ伯が王位を継承するべきであった。だが、実際にはそうはならず、このことが薔薇戦争の決定的な要因となった。
百年戦争に苦戦していたリチャード2世は、ワット・タイラーの乱をはじめとする頻発する民衆反乱に悩まされ、国費の浪費と寵臣政治が議会から批判を受けた。1399年に叔父のランカスター公ジョン・オブ・ゴーントが死去すると、リチャード2世はジョン・オブ・ゴーントの嫡子ヘンリー・ボリングブルックを領地没収と国外追放に処した。ボリングブルックは帰国し、当初はランカスター公位の回復を主張していた。多くの貴族が彼を支持するようになると、彼はリチャード2世を廃位してヘンリー4世として即位し、ここにランカスター朝が成立した。若年のエドマンド・モーティマーの王位継承権を支持する貴族はいなかった。しかし即位から数年がたつと、ヘンリー4世はウェールズ、チェシャーそしてノーサンバーランドでの反乱に直面することになり、これらの反乱は第5代マーチ伯エドマンド・モーティマーの王位継承を大義名分に利用した。これらの反乱は、幾らかの困難を伴いながらも鎮圧された。
1413年、ヘンリー4世が死去するとヘンリー5世が王位を継承した。果断な性格であったヘンリー5世は、国内が安定していたことから中断していた百年戦争を再開すると、1415年自ら兵を率いてフランスへ侵攻し、アジャンクールの戦いにおいてフランス諸侯の連合軍を打ち破った。そして1420年、フランスとトロワ条約を結び、ヘンリー5世の子孫によるフランス王位継承権を認めさせた。
ヘンリー5世の9年間の治世ではサウサンプトンの陰謀事件が起こっており、エドワード3世の第4子エドマンド・オブ・ラングリーの子であるケンブリッジ伯リチャード・オブ・コニスバラがアジャンクールの戦いに先立つ1415年に反逆罪で処刑されている。ケンブリッジ伯の妻で王位継承権を有するアン・モーティマー（ライオネル・オブ・アントワープの曾孫でロジャー・モーティマーの娘）は1411年に死去している。アンの弟の第5代マーチ伯はヘンリー5世に忠実であり、1425年に子を残さずに死去しており、その王位継承権と称号はアンの子孫に相続された。
ケンブリッジ伯とアン・モーティマーの子のリチャードは父が処刑された時には4歳であった。ケンブリッジ伯は私権を剥奪されたが、後にヘンリー4世はアジャンクールの戦いで戦死したケンブリッジ伯の兄のヨーク公エドワードの称号と領地をリチャードに相続させている。ヘンリー5世には3人の弟がおり、彼自身も壮健で結婚もしており、ランカスター家の王位は揺るがぬものと見られていた。

### ヘンリー6世の治世

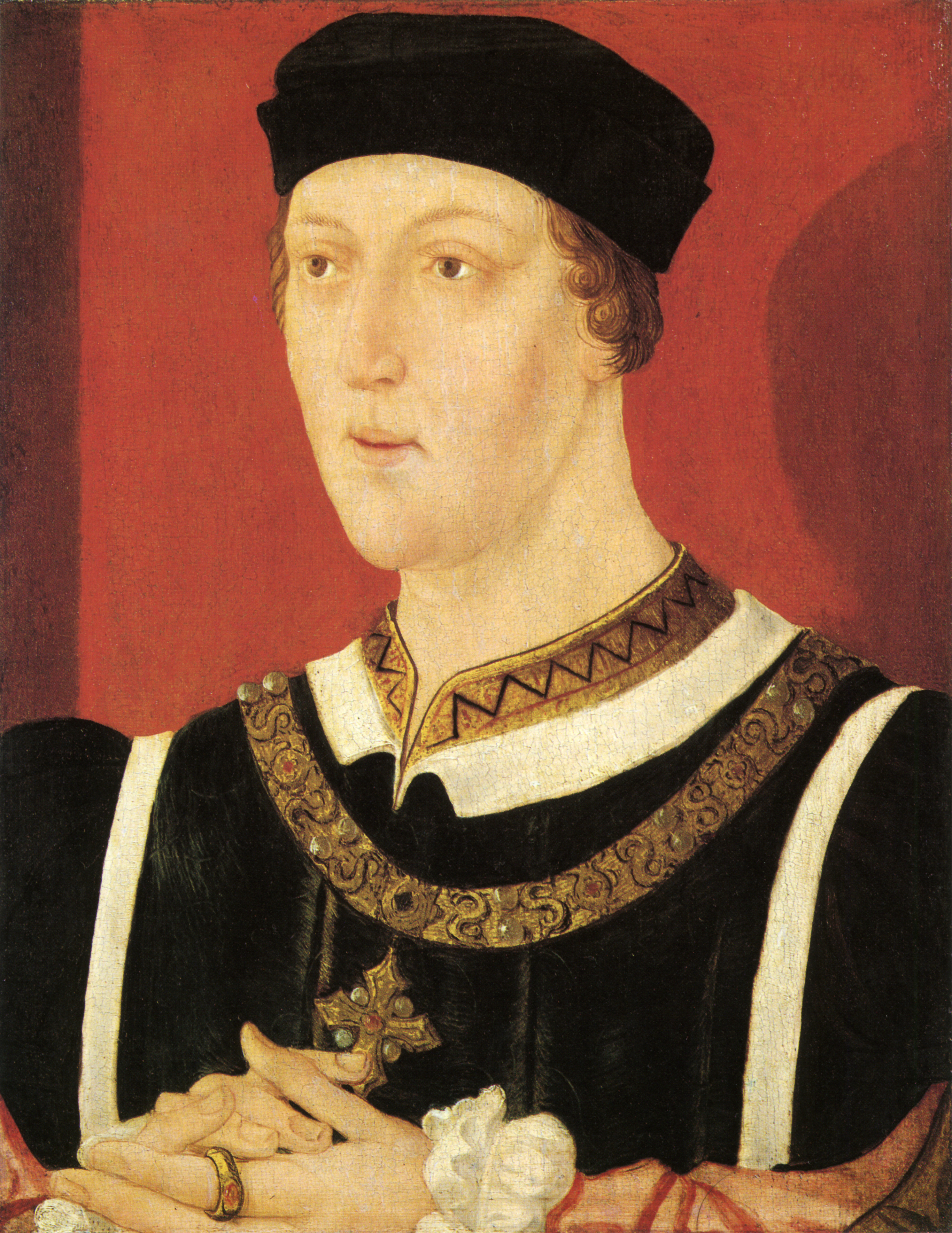
ヘンリー6世。
作者不明、1540年頃。
穏和な性格で信仰心が篤く王者よりも聖人たる人物だったと言われる。治世中に幾度か精神錯乱を起こしており、大貴族たちの権力闘争を招いた。

1422年8月31日にヘンリー5世が急死し、即位した一人息子ヘンリー6世はわずか生後9ヶ月だった。その2ヵ月後にフランス王シャルル6世も死去しており、トロワ条約に従えばフランス王位はヘンリー6世のものとなるが、王太子シャルル（シャルル7世）を擁するアルマニャック派はこれを容認しなかった。
ヘンリー6世にはベッドフォード公ジョンとグロスター公ハンフリーの2人の叔父がおり、年長のベッドフォード公が護国卿（摂政）となり、ベッドフォード公がイングランド不在時はグロスター公がその役割を果たすことになった。だが、グロスター公とランカスター家傍系のウィンチェスター司教ヘンリー・ボーフォート、サフォーク伯ウィリアム・ド・ラ・ポールとが反目するようになった。
1429年、ジャンヌ・ダルクの活躍によってアルマニャック派がオルレアンを解放し、シャルル7世はランスでフランス国王の戴冠式を挙行した。イングランド側もパリを一時的に確保して1431年にヘンリー6世のフランス国王戴冠式を挙行するが、1435年のアラスの和約で同盟者であったブルゴーニュ公フィリップ3世（善良公）がシャルル7世と講和し、イングランドにとって情勢は不利になった。
ベッドフォード公が1435年に死去すると、ヘンリー6世は権力争いが絶えない評議員や顧問官に囲まれることとなった。グロスター公は護国卿の地位を求め、この目的を遂げるべく意図的に庶民の人気を得ようと画策したが、枢機卿ヘンリー・ボーフォートやサフォーク伯の抵抗を受けた。

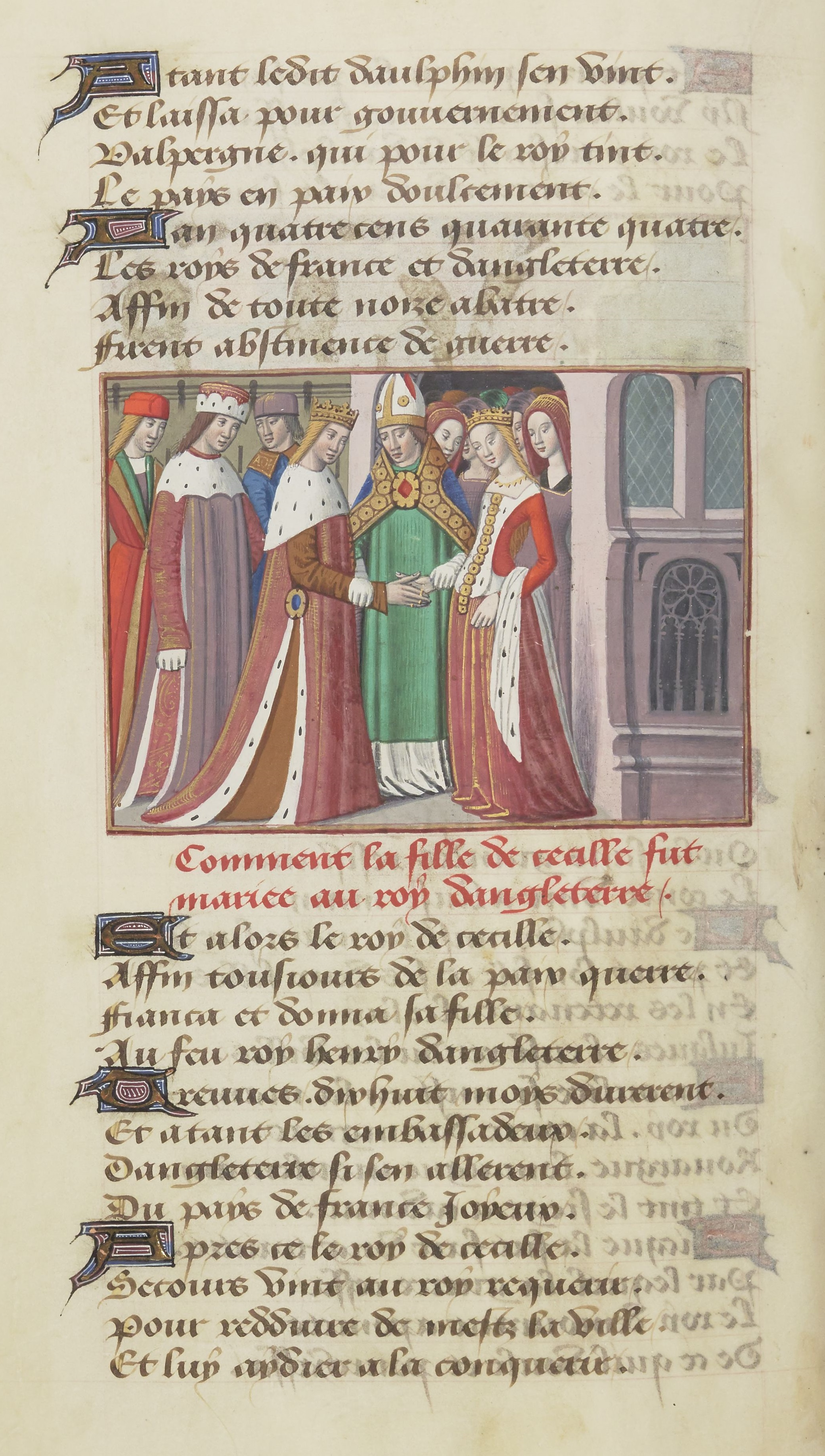
ヘンリー6世とマーガレット・オブ・アンジューとの婚儀。
Martial d'Auvergne画、15世紀。

サフォーク伯はフランス国王との和平政策を推進し、シャルル7世の王妃マリーの姪にあたるアンジュー公ルネの公女マルグリット（マーガレット）とヘンリー6世との結婚を取り決めた。1445年に結婚式が執り行われたが、この和平にはメーヌの割譲が含まれており、イングランド国内では大変に不評だった。1447年、サフォーク侯は和平に反対するグロスター公ハンフリーを反逆罪で逮捕し、その5日後にグロスター公はベリー・セント・エドマンズの牢獄で死去した。
グロスター公を死に追いやったことで逆にサフォーク公の立場が悪くなり、今度はフランスとの和議を破棄して攻撃を行うが、失敗してフランスの領土のほとんどを喪失してしまう。1450年にサフォーク公は失脚し、国外追放の途上で殺害された。
代わってサマセット公エドムンド・ボーフォートが和平派の中心人物となった。一方、1446年まで「フランスおよびノルマンディーの総督」職に就いていたヨーク公リチャード（グロスター公の死により第一王位継承権者となった）が主戦派の中心となり、宮廷とりわけサマセット公を対仏戦において資金と兵士の供給を滞らせたと激しく非難した。
1450年、ケントにおいて民衆暴動が発生した（ジャック・ケイドの反乱）。ヨーク公の従弟を自称するケイドに率いられた一揆軍は政治的要求を掲げてロンドンに向かい、政府軍と衝突するがこれを打ち負かしてロンドンの一部を占拠し、ケント州長官と廷臣1名を殺害した。政府が赦免状を出したことによって暴徒は四散したが、ケイドを含む幾人かが処刑された。
1452年、アイルランド総督に左遷されていたヨーク公リチャードがイングランドに帰還し、サマセット公の排除と政府の改革を求めてロンドンへと進軍した。この時点では彼の大胆な行動に与する貴族は僅かであり、ブラックヒースでヘンリー6世と会見するが欺かれて拘禁された。彼は1452年から1453年にかけて投獄されるが、恩赦により釈放されている。

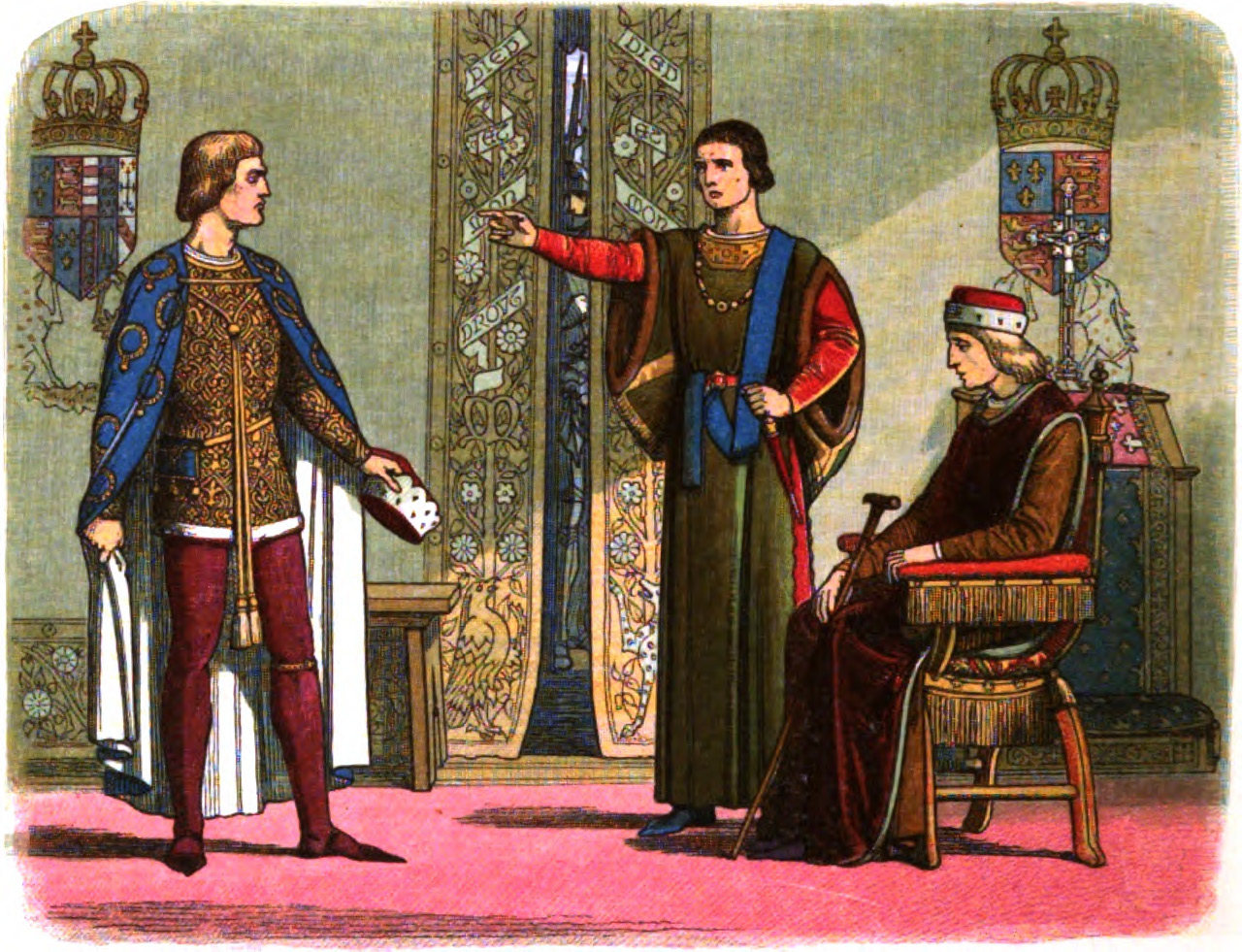
国王ヘンリー6世の御前で言い争うサマセット公とヨーク公。
A Chronicle of England,1864年

宮廷での不協和音は国内全土にも反映されるようになり、貴族たちは私闘を繰り広げ、国王の権威や宮廷法に対する不服従を示すようになった。北東部でのパーシー家とネヴィル家の争いはこの時代の典型的な私闘で、他の貴族たちも制約を受けることなくこれを行った。多くの場合は、それらは古くからの貴族とヘンリー4世以降に台頭するようになった新興貴族間で戦われた。古くからノーサンバーランド伯の地位を有するパーシー家とこれに比べると成り上がりのネヴィル家との争いはこのパターンであり、これ以外ではコーンウォールとデヴォンで行われたコートネイ家とボンヴィル家の私闘がある。
フランスではシャルル7世がイングランド軍を追い詰め、1453年10月19日、イングランド軍最後の拠点であったボルドーを攻め落した。その後イングランド勢力による反撃が試みられたが、小競り合い程度であることから、これをもって百年戦争は終結したと見做されている。
1453年8月にヘンリー6世は最初の発作に見舞われて精神錯乱に陥り、王子（エドワード・オブ・ウェストミンスター）の誕生さえ認識できない有様となった。マーガレット王妃は自らを摂政にするよう要求したが容れられず、貴族院の指名によりヨーク公が護国卿に任命された。彼はすぐにこの権力を大胆に行使し、サマセット公を投獄するとともにパーシー家のノーサンバーランド伯（ヘンリー6世の支持者）と私闘を行っていた彼の同盟者ネヴィル家（義理の兄弟のソールズベリー伯、その息子のウォリック伯）を支援した。
1455年にヘンリー6世が回復すると、ヨーク公の政策は覆され、サマセット公が復帰した。マーガレット王妃はヨーク公に対抗する党派を構築して、彼の影響力を奪う陰謀を画策した。次第に追い詰められていったヨーク公とその一党は、身を守るために武力をもって対抗することを決意する。

### 大貴族と軍隊
15世紀のイングランドは神授権を主張し、民衆からは神に指示され導かれる「聖別された君侯」と信じられていた国王に統治されていた。王権の主なる機能は敵から民衆を守ること、公正に統治すること、そして法を維持執行することであった。このような社会での主権者の性格は自らの安全確保と臣下の安寧に依拠するがために肝要であった。統治と君臨によって国王は強大な権力を振るうが、300万人の国民を擁する政府の複雑性は政府機関の数が増すとともに臣下への権限の委任の増加を導いた。
王位継承法は明確なものではなかったが、一般的には年長の子とその相続人に継承させる長男子相続権の規則が適用されていた。12世紀の女君主マティルダの短い治世から、1399年のリチャード2世の廃位までの時期はプランタジネット朝には多数の男系継承者が存在していたためにこの長男子相続権でも問題が生じなかった。しかし、1399年から15世紀の末には、法学者ジョン・フォーテスキューの1460年代の著作が言うところの、「強大化しすぎた臣下」の台頭により、王位は抗争の的となった。この時代は王位請求者、もしくはその黒幕とならんとの野心を持つ、強大な大貴族があまりにも多くいた。この結果、新たなそして不穏な要素が王位継承の決定に加わることになり、権力に対する恣意の横行となった。
国土の防衛はとりわけ重要であり、イングランド国民の多くが軍事的成功に重きを置いていた。それ故に国王は有能な戦士と見なされねばならなかった。薔薇戦争の名で知られる一連の内戦の決定的な要因は、国王自身は常備軍を有していなかったことである。国王は必要な際に自らを守る兵の動員を貴族たちに依存しており、そのため、もしも刺激させればその兵力を国王に向けかねない、貴族やジェントリ（郷紳）との関係を良好に保つことが不可欠であった。このことは国王が、大貴族間の権力闘争（とりわけ、王国の安定を脅かしかねないもの）を抑止する責務にもつながっている。

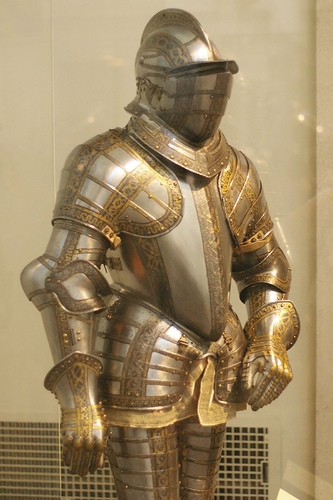
イングランド騎士の甲冑。写真は16世紀・テューダー朝時代のもの。

薔薇戦争は主に大土地所有の大貴族の間で行われた。彼らは王族たる公爵、比較的少数の侯爵や伯爵、多数の男爵と騎士、そして土着のジェントリたちであった。彼らは広大な私有地を持つ一方で、投資や貿易によって財産を増やし、政略結婚によって政治的影響力を拡大していた。彼らは封建的な扈従（）（retainerまたはtenants）からなる武力によって支えられており、しばしば外国人傭兵も抱えていた。雇用された多数の兵士を統制する行為は「幇助」（maintenance）として知られる。このような私兵の規模のほかに、貴族の威信は「扈従団」（affinity：アフィニティ）によっても計られた。扈従団の一員となった扈従はその貴族の「お仕着せ」（livery：そろいの制服と記章）を着用し、戦役に従軍する。その見返りとして、貴族は年金の支払いや法的な保護そして土地や官職といった報酬を与えた。この非公式な「お仕着せと幇助」（livery and maintenance）の制度は百年戦争に続く封建制度の衰退を通じて現れたもので、封建制度本来の土地の授受を媒介とした封臣として貴族に仕えるあり方ではなく、「仕着せされた扈従」（liveried retainer）として貴族と請負契約を結ぶ、歴史家の言うところの、「疑似封建制」（bastard feudalism）の一環であった。薔薇戦争の時期には、フランスでの戦いに敗れイングランド軍から除隊させられた多数の兵士たちの存在があった。貴族たちは彼らを雇用して襲撃、または従臣とともに法廷に引き連れて行き、原告や傍聴人そして判事に対する威嚇に用いた（訴訟不法幇助）。
前世紀の戦争の経験から、弓兵に対する騎兵突撃が極めて危険なことが分かり、騎兵（装甲兵）たちはほとんどの場合、徒歩で戦った。しかしこれはしばしば言われるが、貴族の方が兵士よりも危険が大きかった。ブルゴーニュ人の観察者フィリップ・ド・コミュンヌは、エドワード4世が戦場で勝利を決した際に「兵士は逃がしてやれ、だが貴族は容赦するな」と命じていたと伝えている。

## 第一次内乱

### 第一次セント・オールバーンズの戦いと愛の日
1455年5月、大評議会開催のためにレスターに向かっていたヘンリー6世、マーガレット王妃そしてサマセット公エドムンドの宮廷一行は、公正な審理を求めるべくロンドンに向けて南下していたヨーク公リチャードの軍勢と対峙することになった。5月22日、ロンドン北方のセント・オールバンズで両軍は衝突する。比較的小規模なこの第一次セント・オールバンズの戦いはこの内戦における最初の会戦となった。戦いはランカスター派の敗北に終わり、サマセット公は戦死し、ノーサンバランド伯をはじめとするランカスター派の主だった指導者たちは処刑された。会戦の後、ヨーク派は評議員や従者たちに見捨てられて陣幕で一人たたずんでいたヘンリー6世を見つけ、国王は明らかに精神異常に陥った状態だった（国王は首に軽い矢傷を負ってもいた）。
この勝利により、ヨーク公と彼の同盟者たちは再び影響力を取り戻した。10月、国王が執務不能なためにヨーク公が再び護国卿に任命され、議会は彼が国王に武器を向けたことについて不問に付した。ヘンリー6世が回復すると、1456年2月にヨーク公は護国卿を解任された。同年6月、ヘンリー6世はミッドランド地方に行幸をし、マーガレット王妃はランカスター家領や王太子領に近いコヴェントリーに宮廷を置かせた。その後、サマセット公ヘンリー・ボーフォート（戦死したサマセット公エドムンドの子）が国王の寵臣として台頭するようになった。一方、ヨーク公はアイルランド総督に復職しており、またウォリック伯はカレー総督となり、おのおのヨーク派の拠点となしていた。
首都と北イングランド（ネヴィル家とパーシー家の戦闘が再開していた）での無秩序が広まり、南部海岸ではフランス海軍による海賊行為が増加していたが、国王と王妃は自らの地位を保つために動かなかった。一方、ヨーク派のウォリック伯（後にキングメーカーの異名を受ける）は商人の守護者としてロンドンで人気を集めるようになっていた。
1458年春、カンタベリー大司教トマス・バウチャーは両派の和解を調停しようとした。大評議会のために諸侯がロンドンに集められ、町は武装した従臣たちでいっぱいになった。大司教は第一次セント・オールバーンズの戦い以降の流血の私闘を解決するための複雑な和解策を話し合った。その後、3月25日の「聖母マリアの受胎告知の祝日」（Lady Day）に国王は「愛の日」（Love day）の教会行列をセント・ポール大聖堂に向かって挙行し、ランカスター派とヨーク派の貴族たちが手に手をとってこれに続いた。教会行列と会議が終わるとすぐに陰謀が再開した。
カレー総督のウォリック伯はハンザ同盟やスペインの船を襲撃して人気を博すが、本国政府にとっては不愉快な行動だった。彼は査問のためにロンドンに召還されたが、自分の生命を脅かそうとする企てがあると主張してカレーに戻った。ヨーク公、ソールズベリー伯そしてウォリック伯はコヴェントリーの大評議会に召集されたものの、彼らは自らの支持者から切り離された上で逮捕されると危惧しており、これを拒絶した。

### 戦闘の再開と合意令

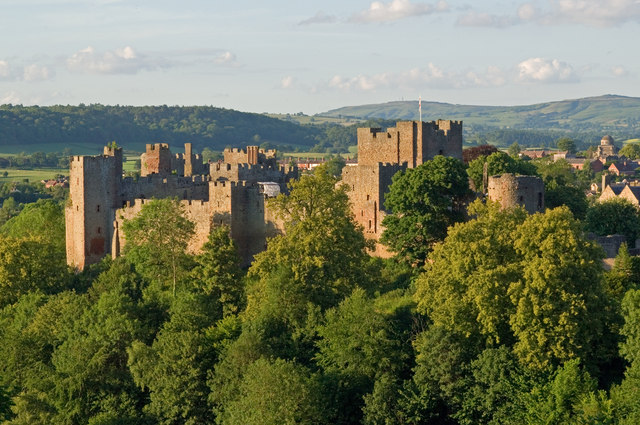
ラドロー城、シュロップシャー南部

ヨーク公はネヴィル一族をウェールズ境界地方のラドロー城に集結させた。1459年9月23日、ランカスター軍はヨークシャーのミドルハム城からラドロー城へ向かっていたソールズベリー伯の進軍をスタッフォードシャーのブロア・ヒースの戦いで迎え撃ったが敗北した。それからしばらく後の10月12日、合流したヨーク軍はラドフォード橋の戦いで、数に勝るランカスター軍と対戦する。戦いはウォリック伯がカレー守備隊から派遣したアンドリュー・トロロープの部隊が寝返ったためにヨーク軍の敗北に終わった。ヨーク公はアイルランドへ戻り、長男のマーチ伯エドワード、ソールズベリー伯、そしてウォリック伯はカレーへ逃れた。
ランカスター派が主導権を取り戻し、ヨーク公とその支持者たちは反逆罪で私権剥奪処分を受けて所領と称号を奪われ、ヨーク公とその子孫の王位継承権も欠格とされた。サマセット公がカレーを接収すべく派遣されたが、ウォリック伯はカレーを守り抜いた。1460年1月から6月にかけて、ウォリック伯はカレーからイングランド沿岸部を逆襲して国王軍に打撃を与えた。3月、ウォリック伯はヨーク公と作戦を協議するためにカレーを発し、エクセター公率いる国王艦隊をたくみにかわしてアイルランドに渡った。
1460年6月、ソールズベリー伯とウォリック伯そしてマーチ伯エドワードが海峡を越えてサンドウィッチに上陸し、人望の厚いウォリック伯のもとに兵が集まり、7月にロンドン塔を除くロンドン市街を制圧した。コヴェントリーの宮廷にいた国王と王妃は軍隊を召集すると、ヨーク派に対するべくヘンリー6世の軍は南下し、マーガレット王妃はエドワード王子とともにコヴェントリーに留まった。7月10日のノーサンプトンの戦いでウォリック伯は、グレイ卿の裏切りもあって、ランカスター軍を撃破できた。この戦いで、ランカスター派のバッキンガム公ハンフリー・スタフォード、シュルーズベリー伯、エグリモント卿、ボーモント卿らが戦死した。ヘンリー6世はまたもヨーク派に捕らえられ、彼は明らかに精神的な異常に見舞われている様子だった。国王を手中に収めたヨーク派はロンドンに凱旋する。
この軍事的成功を踏まえ、ヨーク公リチャードはランカスター家系の非合法性を根拠とする王位請求へと動いた。ウェールズに上陸したヨーク公とその妻セシリーは国王と同じ形式でロンドンに入城した。10月に開催された議会でヨーク公は王座を占めようとするが制止され、王位請求を宣言するものの、諸侯たち、ソールズベリー伯やウォリック伯までもが、依然としてヘンリー6世に対する忠誠義務を捨ててはおらずヨーク公に同調しようとはしなかった。
ヨーク公は、自らがランカスター家より兄の血統にあたるライオネル・オブ・アントワープの子孫であることを根拠に、より優位の王位継承権を有すると主張する文書を貴族院に送り、重ねて王位を請求した。議会における長い議論の後に、妥協案である「合意令」（Act of Accord）が成立した。ヨーク公がヘンリー6世の王位継承者と認められ、6歳のエドワード王子の継承権は排除された。この取り決めは彼に要求した大部分を与えており、彼は護国卿に就任し、ヘンリー6世の名の下で全土を支配しえた。

### ランカスター軍の反撃

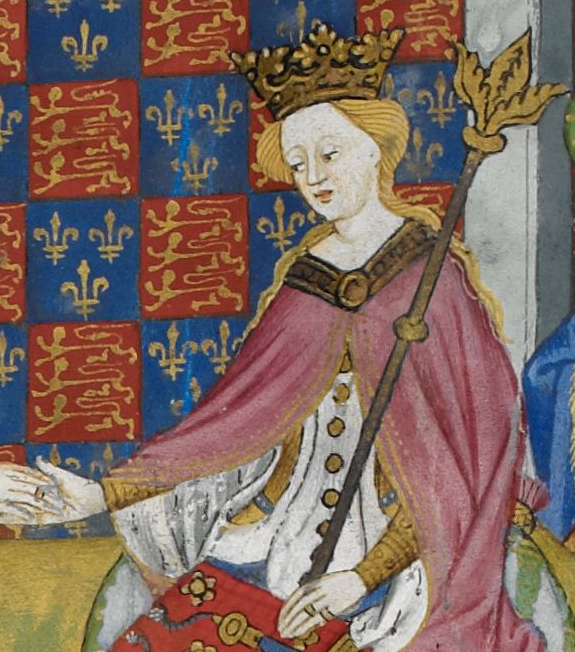
マーガレット・オブ・アンジュー。
Talbot Masterga画。1445年頃。
夫ヘンリー6世に代わり、ランカスター派の中核としてヨーク派に執拗に抵抗した。シェイクスピアは劇中で彼女を「フランスの雌狼」と表現した。

マーガレット王妃とエドワード王子は依然としてランカスター派の勢力圏にあった北部ウェールズへと逃れた。その後、彼らは海路スコットランドに渡り、援助を仰いだ。スコットランド王ジェームズ2世の王妃メアリー・オブ・グエルダースは軍隊の貸与の条件としてベリックの割譲とメアリーの王女とエドワード王子との婚約を提示した。マーガレット王妃はこの条件を呑んだが、彼女には兵士に給与を支払う財産がなく、南イングランドでの略奪を認めた。

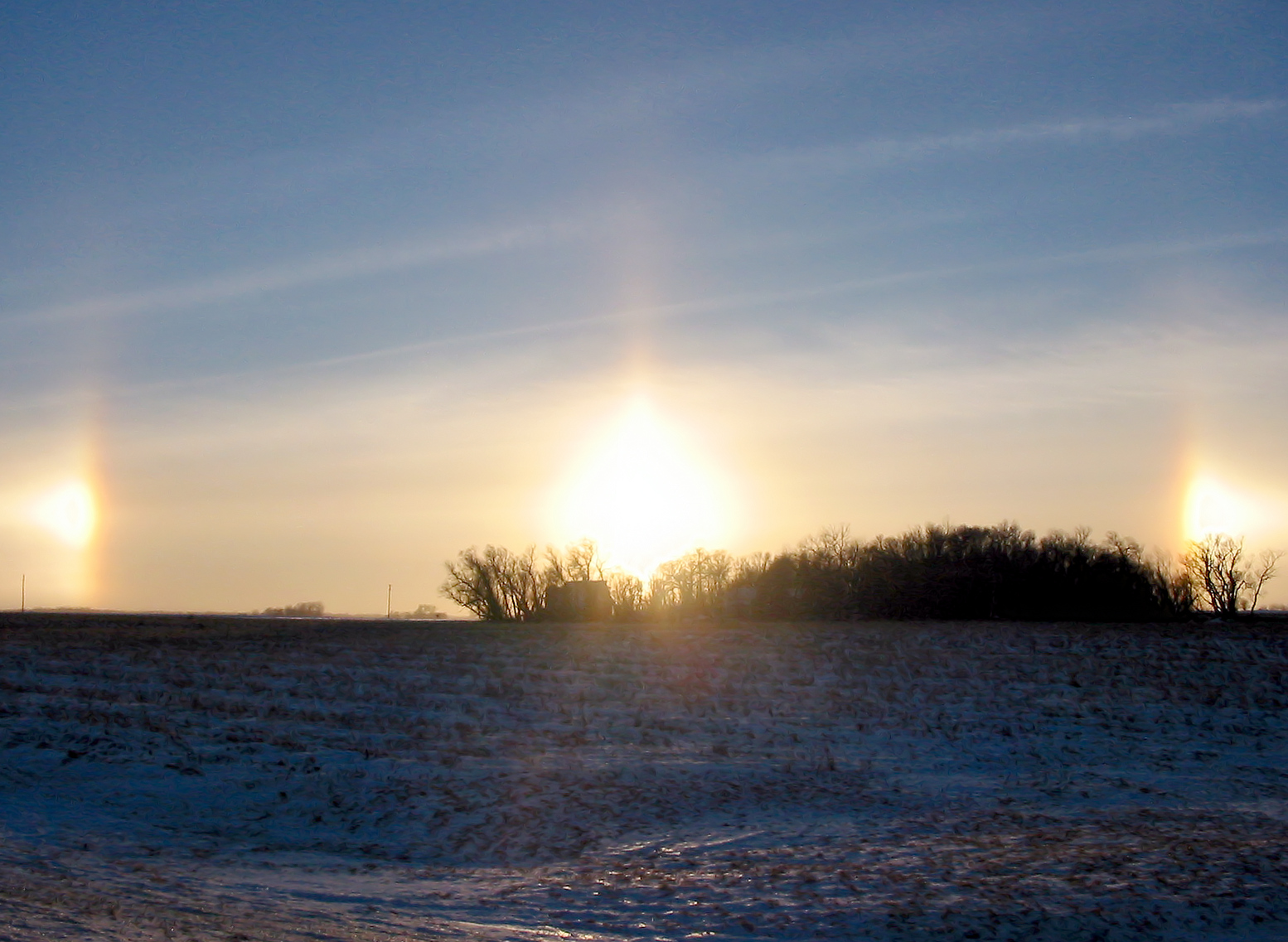
太陽が3つに見える幻日現象の写真。

マーガレット王妃の軍はヨークシャーを制圧し、彼女の元へランカスター派が集結した。1460年暮れに、ヨーク公リチャードはソールズベリー伯とともに北部のランカスター軍を討つべくロンドンを出立した。12月21日にヨーク公はウェイクフィールド近郊のサンダル城に入るが、マーガレット王妃の軍勢はヨーク公の4倍に膨れ上がっており、彼は援軍を待って城に留まるが、ランカスター軍はこれを包囲して食糧補給を遮断した。12月30日にヨーク公は城を出撃してランカスター軍に対して野戦を挑んだ。ウェイクフィールドの戦いはランカスター軍の勝利に終わり、ヨーク公と17歳の次男のラトランド伯エドムンドが戦死し、ソールズベリー伯は捕らえられ斬首された。マーガレット王妃はヨーク公の首に紙の王冠を被せた上で、彼らの首をヨークの城門にさらさせた。
ウェイクフィールドの戦いの結果、戦死したヨーク公リチャードの長男で18歳のマーチ伯エドワードが、ヨーク公位および合意令に基づく王位請求を継承することになった。彼はウェールズ境界地方の親ヨーク派の軍勢を糾合し、1461年2月2日、ウェールズに侵攻してきたオウエン・テューダー、ペンブルック伯ジャスパー・テューダー父子とウィルトシャー伯ジェームズ・バトラーの率いるランカスター軍をヘレフォードシャー近くのモーティマーズ・クロスで迎え撃った。この戦いの前、彼は払暁に見えた3つの太陽（幻日現象として知られる）を故ヨーク公リチャードの生き残った3人の息子（自身、ジョージ、リチャード）の具現であるとし、勝利の前触れであると告げて兵たちを奮起させた。このことにちなみ、エドワードは後に太陽の光彩を自らのヘラルディック・バッジ（記章）に取り入れさせている。会戦はヨーク軍の勝利に終わり、ヨーク公エドワードはオウエン・テューダーを処刑した。
一方、敵の首領ヨーク公リチャードを討ち取ったマーガレット王妃のランカスター軍は、南イングランドで略奪行為を行いつつ、国王奪回を目指して南下を続けていた。ウォリック伯はこれをヨーク派への支持を強めるためのプロパガンダに利用し、コヴェントリーの町はヨーク派に鞍替えしている。ウォリック伯の軍勢は交通上の要衝たるセント・オールバンズの北側に陣地を築いたが、敵軍に数で圧倒されており、マーガレット王妃軍は西に迂回して背後から彼の軍勢に襲いかかった。2月17日の第二次セント・オールバンズの戦いはランカスター軍の圧勝に終わった。ヨーク軍はヘンリー6世を置き去りにして潰走し、国王は町の一軒家の中で発見された。
戦闘後、すぐにヘンリー6世は30人のランカスター軍兵士にナイト爵を授けた。マーガレット王妃は6歳になるエドワード王子にヨーク軍の騎士（ヘンリー6世の警護役で会戦の間中、彼に付き添っていた）の処刑方法を決めさせている。
ランカスター軍の南イングランドでの略奪行為によりロンドン市民は恐慌状態に陥り、ランカスター派の威信は地に落ちていた。マーガレット王妃はロンドンの明け渡し交渉を行うが、市民は城門を閉じて国王と王妃の入城を拒んだ。

### ヨーク派の勝利

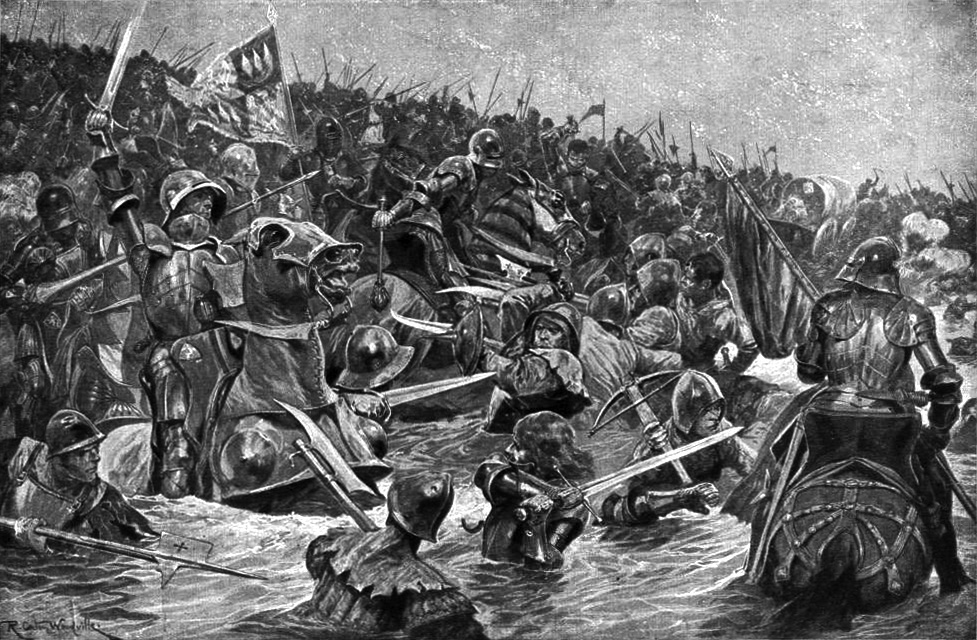
タウトンの戦い。
リチャード・カトン・ウッドヴィル・ジュニア画。1922年。

ウォリック伯の残存兵力と合流したヨーク公エドワードの軍勢は西部からロンドンへと進軍した。同じ頃、王妃軍はダンスタブルに撤退しており、1461年2月27日、ヨーク公エドワードとウォリック伯は難なくロンドンに入城できた。ロンドン市民は彼らを熱狂をもって迎え、ヨーク派は市当局から財政援助も受けた。
この時点においてエドワードはもはや「君側の奸を除く」とは主張しなくなっており、この内戦は王位争奪戦となった。ヨーク派は先年の合意令に基づく正当なる王位継承者（ヨーク公リチャード）の殺害を許したヘンリー6世は王位にあり続ける権利を喪失したと主張した。3月4日、7人の聖俗諸侯からなる評議会とロンドン市民からの推戴を受けたヨーク公エドワードは王位についた（エドワード4世）。彼はヘンリー6世とマーガレット王妃を処刑するか国外追放するまで公式な戴冠式は行わないと誓った。
3月19日、ヨーク軍がロンドンを出立し、エドワードとウォリック伯は兵を集めつつ北上した。3月27日から28日にかけてウォリック伯率いる前衛部隊がランカスター派の本拠ヨーク近くでランカスター軍と衝突した（フェリブリッジの戦い）。
3月29日、ヨーク西方のタウトンで両軍の決戦が行われた。このタウトンの戦いは薔薇戦争最大の戦いとなった。強風と降雪の中で数万の兵が衝突し、終日戦われたこの会戦は、エドワード率いるヨーク軍の決定的な勝利に終わり、ランカスター軍は指揮官の多くが命を落として潰走した。ヨーク軍約12,000人、ランカスター軍約20,000人が戦死しており、イギリス本土において1日の戦闘で命を落とした数としては最大のものとなった。
ヨークで待機していたヘンリー6世と王妃そしてエドワード王子は、敗戦を伝えられるとスコットランドへ逃亡した。生き残ったランカスター派の貴族の多くは新国王エドワードに忠誠を誓い、それ以外の者たちは北部国境地帯やウェールズの城塞に立て籠もった。エドワードはヨークを占領すると、城門に掲げられていた父と弟、ソールズベリー伯の首級を降ろさせ、代わりにウェイクフィールドの戦いの後にラトランド伯を処刑したことで悪名高いクリフォード卿ジョンをはじめとするランカスター派貴族の首級をさらさせている。

### エドワード4世の即位とランカスター派掃討

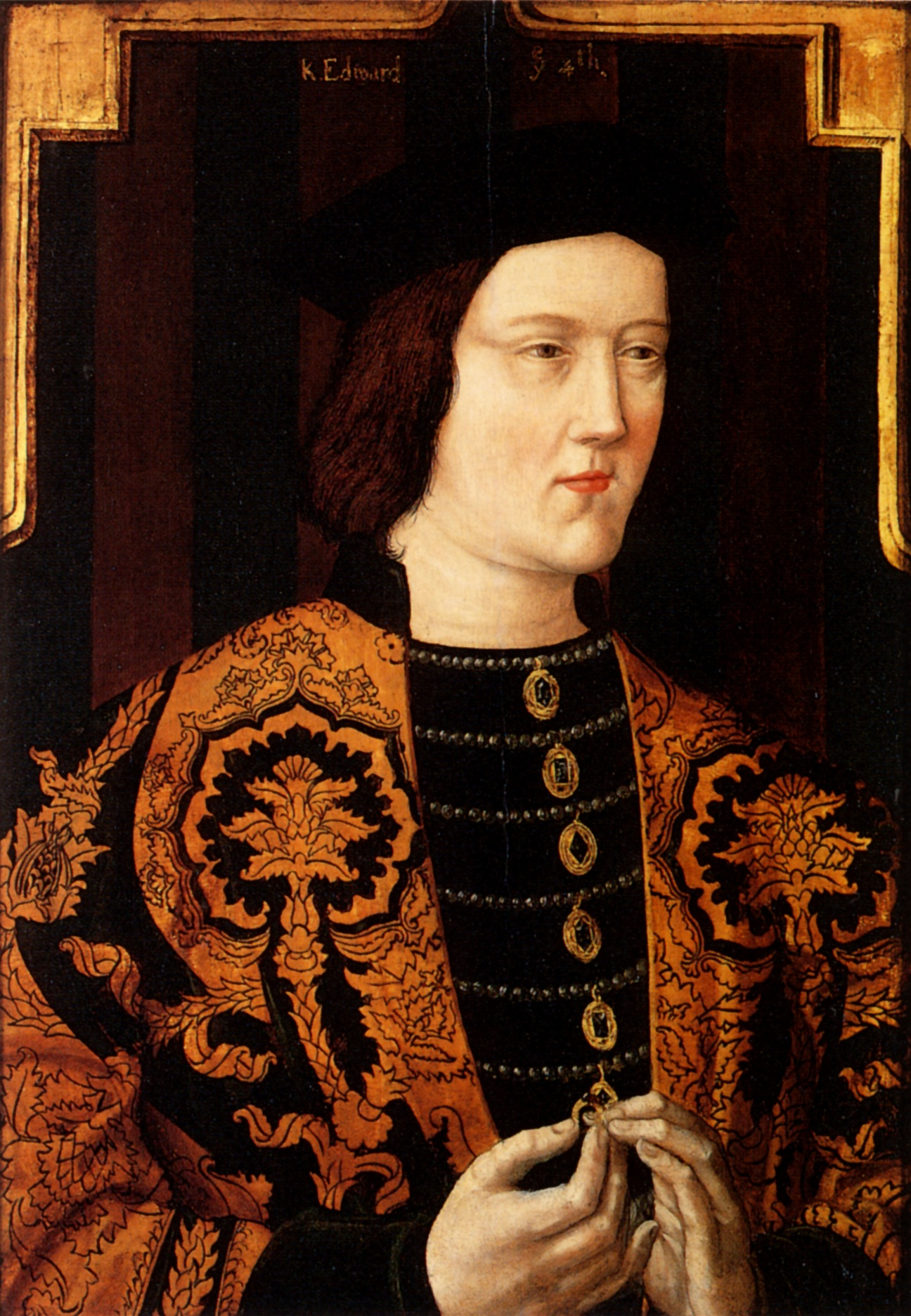
エドワード4世。
作者不明。1520年頃。

1461年6月、ロンドンにおいて、エドワード4世の正式な戴冠式が、支持者たちからの熱狂的な歓迎を受けつつ挙行された。エドワード4世はおよそ10年間、比較的平穏な統治を行った。
北部では、エドワード4世の支配は1465年まで完遂しなかった。タウントンの戦いの後、ヘンリー6世とマーガレット王妃はスコットランドに逃れ、ジェームス3世の宮廷に身を寄せた。この年の暮れにランカスター軍はカーライルを攻撃したものの、資金のない彼らは容易に撃退され、エドワード4世の軍隊は北部地方に残るランカスター残党を掃討を行った。ダンスタンバラ城、アニック城（パーシー家の本拠）、バンバラ城といったノーサンバランドのランカスター派の城塞は数年にわたって持ちこたえている。
1464年には北イングランドでランカスター派の蜂起が起こった。サマセット公ヘンリー・ボーフォート（タウトンの戦い後、エドワード4世に帰順していた）を含むランカスター派貴族が反乱を指揮した。この反乱はウォリック伯の弟モンターギュ卿ジョン・ネヴィルによって鎮圧された。寡兵のランカスター軍は4月25日のヘッジレイ・ムーアの戦いで打ち破られたが、この時のモンターギュ卿はヨークへと向かうスコットランド使節を護衛する任務中であったため、即座に追撃することはできなかった。5月15日のヘクサムの戦いでランカスター軍は撃滅されてサマセット公ら指導者たちは捕らえられ、後に処刑されている。
北部のランカスター派城塞はこれ以前に陥落しており、1465年にはランカシャーのクリザーローでヘンリー6世が捕らえられた。彼はロンドンに連行されてロンドン塔に幽閉され、当面は丁重に遇された。同時期にイングランドとスコットランドとの妥協が成立すると、マーガレット王妃とエドワード王子はスコットランドからの退去を余儀なくされ、海路でフランスに渡り、数年間の窮迫した亡命生活に甘んじなければならなかった。
唯一残っていたランカスター派の拠点、ウェールズのハーレフ城は7年の包囲戦の末、1468年に降伏した。

### 第一次内乱関係図表
| 番号 | 会戦名                           | 年月日         | 結果               |
| ---- | -------------------------------- | -------------- | ------------------ |
| ①    | ブロア・ヒースの戦い             | 1459年9月23日  | ヨーク軍勝利       |
| ②    | ラドフォード橋の戦い             | 1459年10月12日 | ランカスター軍勝利 |
| ③    | ノーサンプトンの戦い             | 1460年7月10日  | ヨーク軍勝利       |
| ④    | ウェイクフィールドの戦い         | 1460年12月30日 | ランカスター軍勝利 |
| ⑤    | モーティマーズ・クロスの戦い     | 1461年2月2日   | ヨーク軍勝利       |
| ⑥    | 第二次セント・オールバンズの戦い | 1461年2月22日  | ランカスター軍勝利 |
| ⑦    | フェリブリッジの戦い             | 1461年3月28日  | 引き分け           |
| ⑧    | タウトンの戦い                   | 1461年3月29日  | ヨーク軍勝利       |
| ⑨    | ヘッジレイ・ムーアの戦い         | 1464年4月25日  | ヨーク軍勝利       |
| ⑩    | ヘクサムの戦い                   | 1464年5月15日  | ヨーク軍勝利       |

| ヨーク派 | ランカスター派 |
| --- | --- |
| - ヨーク公リチャード - マーチ伯エドワード（エドワード4世） - ラットランド伯エドムンド - ジョージ・プランタジネット - リチャード・プランタジネット - ソールズベリー伯リチャード・ネヴィル - ウォリック伯リチャード・ネヴィル - モンターギュ卿ジョン・ネヴィル - ノーフォーク公ジョン・モウブレー - ウィリアム・ハルバート - ヘイスティングス卿ウィリアム - フォーコンバーグ卿ウィリアム・ネヴィル - ネヴィル・ドゥ・レビィ卿ジョン・ネヴィル | - ヘンリー6世 - マーガレット・オブ・アンジュー - エドワード・オブ・ウェストミンスター - サマセット公ヘンリー・ボーフォート - エクセター公ヘンリー・ホランド - バッキンガム公ハンフリー・スタフォード - ノーサンバランド伯ヘンリー・パーシー - シュルーズベリー伯ジョン・タルボット - ウェストモーランド伯ラルフ・ネヴィル - ウィルトシャー伯ジェームズ・バトラー - オウエン・テューダー - リッチモンド伯エドマンド・テューダー - ペンブルック伯ジャスパー・テューダー - クリフォード卿ジョン |
| –戦死または処刑 —ランカスター派に寝返り。 | |

## 第二次内乱

### ウォリック伯の反乱

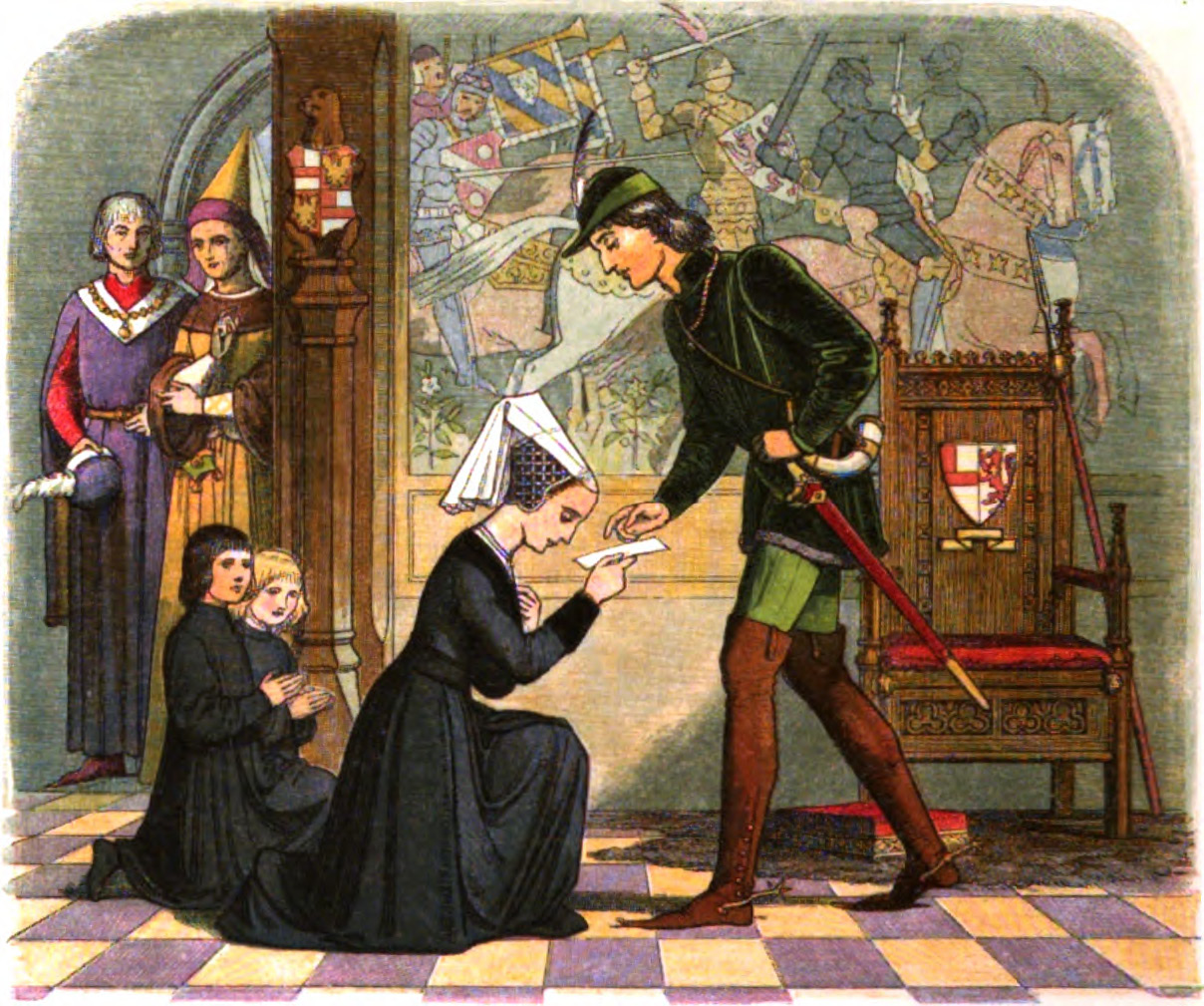
A Chronicle of England、1864年。
未亡人となったエリザベス・ウッドヴィルがエドワード4世の元へ領地の返還を請願に訪れたことが出会いとなった。彼女との身分違いの結婚が後の動乱を招くことになった。

エドワード4世擁立の立役者となったウォリック伯は、イングランド最大の土地所有者になっていた。妻の財産によってすでに傑出した大貴族になっていたが、その上に父の領地を相続し、さらには没収されたランカスター派貴族の領地をも与えられていた。彼には五港長官職とカレー守備隊司令職が与えられた。ウォリック伯は親仏派の立場をとり、エドワード4世とフランス王族との縁組をルイ11世と交渉していた。しかし、エドワード4世はランカスター派騎士の未亡人のエリザベス・ウッドヴィルと1464年に秘密結婚をしていた。後にエドワード4世はこれを「くつがえせない事柄」（fait accompli）として公表し、縁談を進めていたウォリック伯の面目を失わせることになった。
エドワード4世はエリザベス王妃の父リチャード・ウッドヴィルをリヴァーズ伯に、弟のアンソニーをスケールズ卿に、そして連れ子のトマス・グレイをドーセット侯となし、親族の多くを貴族と結婚させ、その他の者たちも爵位や官職を授与した。エドワード4世はウッドヴィル一族の重用に留まらず、側近たちにも爵位を与え、さらにはネヴィル一族の宿敵であるパーシー家の遺児ヘンリー・パーシーにノーサンバランド伯爵位を返還させ、独自の党派形成を策した。

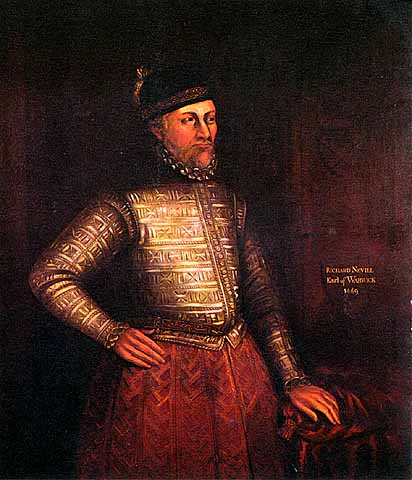
ウォリック伯リチャード・ネヴィル。
第一次内乱ではエドワード4世即位に大功あり、第二次内乱ではヘンリー6世を復位させたことにより、後世「キングメーカー」（国王製造人）の異名を受けた。

エドワード4世がフランス国王との同盟ではなく、ブルゴーニュ公シャルル（突進公）に王妹マーガレットを嫁がせて同盟を結んだことや、弟のクラレンス公、グロスター公とウォリック伯の娘たちとの縁組に乗り気でなかったこともウォリック伯を失望させる要因となっていた。エドワード4世もウォリック伯の弟のヨーク大司教ジョージを尚書部長官職から解任して、ネヴィル一族排除の動きを見せる。
ウォリック伯は任地のカレーから国王の不正を糾弾するとともに、エドワード4世の意に反してウォリック伯の娘イザベルと結婚した王弟クラレンス公ジョージと盟約を結んだ。1469年4月、ウォリック伯の扇動によって北部地方でレデスデールのロビンの反乱が起き、エドワード4世は鎮圧に赴いた。ウォリック伯はカレーの軍勢を率いてケントに上陸するが、エドワード4世は7月6日のエッジコート・ムーアの戦いで反乱軍に敗れていた。エドワード4世はバッキンガムシャーのオルニーで捕らえられ、ヨークシャーのミドルハム城に幽閉された。ウォリック伯は王妃の父リヴァーズ伯と弟ジョンを処刑し、エドワード4世の側近たちも粛清したが、エドワード4世自身の非合法性を唱えてクラレンス公を擁立する動きをすぐには起こさなかった。
国内は大混乱に陥り、貴族たちは再び私兵を用いた抗争を始め、ランカスター派は反乱を扇動した。ウォリック伯の権力掌握を支持する貴族はわずかだった。エドワード4世はヨーク大司教ジョージに伴われてロンドンに入り、ウォリック伯と表面的な和解をなした。
1470年3月、リンカンシャーでさらなる反乱が起った。エドワード4世はウォリック伯と疎遠な者を選んで国王軍を召集し、ルーズコート・フィールドの戦いで反乱軍を打ち破った。捕虜になった首謀者はウォリック伯とクラレンス公の教唆による反乱であったと証言した。彼らは反逆者と宣告され、フランスへの逃亡を余儀なくされた。

### ヘンリー6世の復位と死

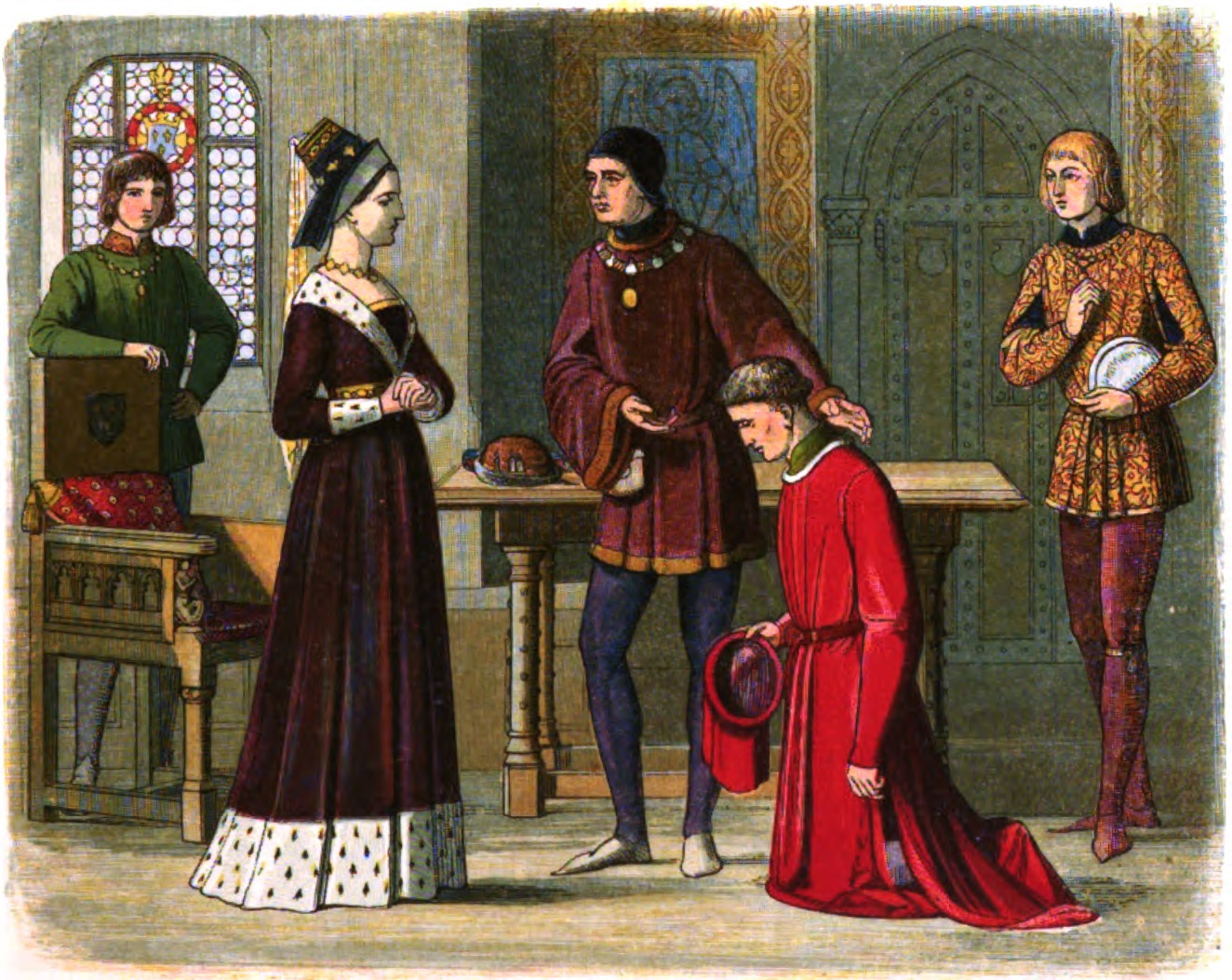
マーガレット王妃に忠誠を誓うウォリック伯。
A Chronicle of England,1864年

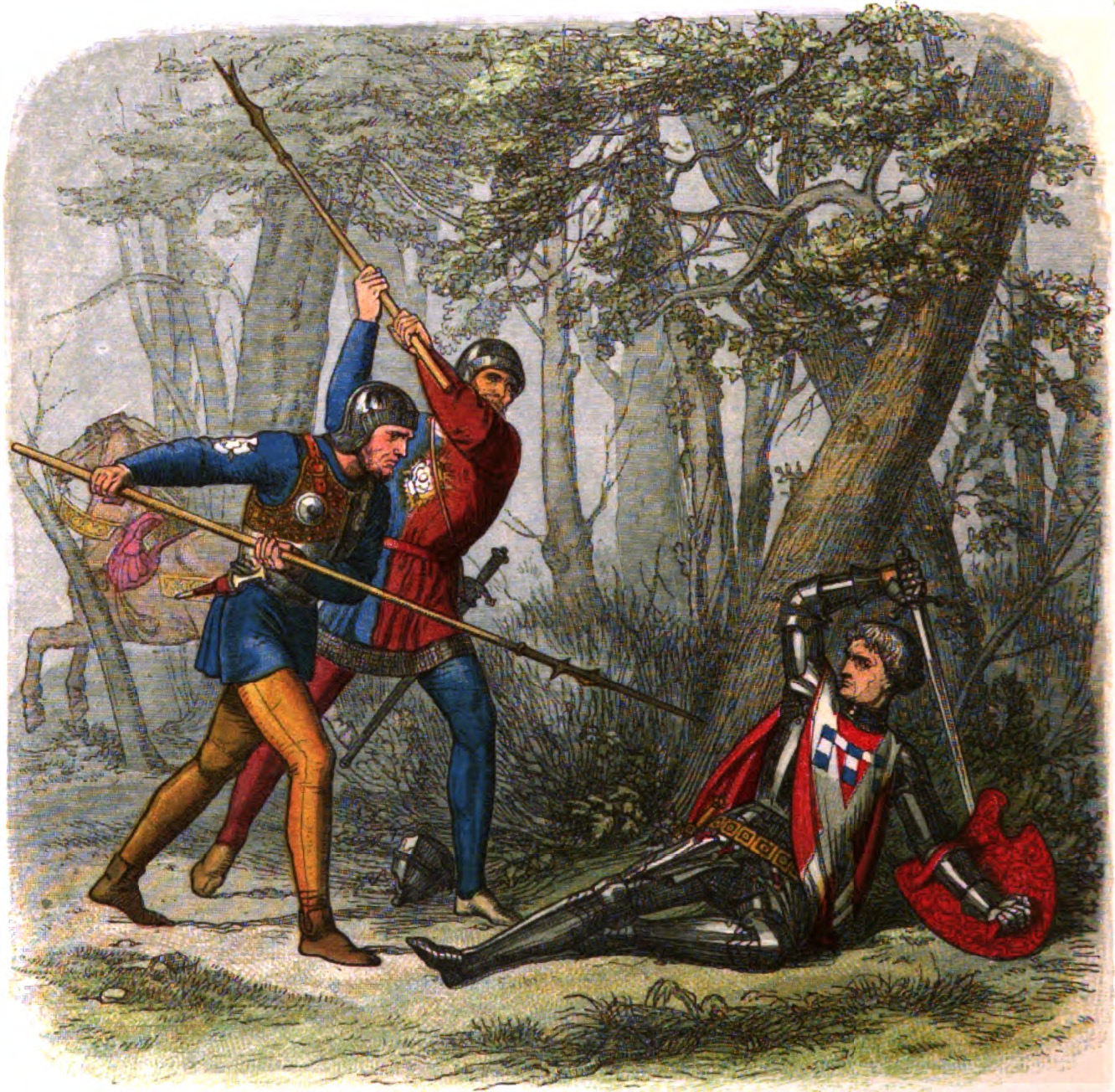
ウォリック伯の最後。
A Chronicle of England,1864年

フランスにはマーガレット王妃とその息子が既に亡命していた。エドワード4世と彼の義弟にあたるブルゴーニュ公シャルル（突進公）との同盟に危機感を持ったフランス王ルイ11世はウォリック伯とマーガレット王妃との同盟を提案した。不倶戴天の敵同士だった両者は同盟に合意し、ウォリック伯は王妃に敵対行為を謝罪して忠誠を誓い、ウォリック伯の娘アンとマーガレット王妃の子エドワード・オブ・ウェストミンスターとの婚姻が成立した。
この時、エドワード4世はヨークシャーでの反乱を鎮圧すべく軍を率いて北上中だった。従兄弟のトマス・ネヴィル率いる艦隊の支援を受けたウォリック伯とクラレンス公はイングランド南西部のダートマスに上陸した。ウォリック伯は10月にロンドンを占領し、幽閉されていたヘンリー6世を復位させてロンドン市街を行進させたが、獄中生活で憔悴しきり、文字通りの「影の薄い」姿だったという。新たにモンターギュ侯爵位（実際の所領はなかった）を与えられたジョン・ネヴィルは、大軍を率いてスコットランド辺境部へと兵を進めた。この事態はエドワード4世にとって予想外のことであり、軍隊を解散させると王弟グロスター公とともにドンカスターから海岸部に逃れてホラントに渡り、ブルゴーニュに亡命した。だが、この段階になってもマーガレット王妃とエドワード王子はウォリック伯を信用せず、フランスから動こうとしなかった。
ウォリック伯の成功は短命なものであった。親仏派のマーガレット王妃とウォリック伯が牛耳るイングランドとフランスとの同盟成立に危機感を持ったブルゴーニュ公シャルルはこれに対抗すべく、エドワード4世にイングランド奪回のための軍を集める資金を提供する。
1471年3月15日、エドワード4世はドイツとフランドルの傭兵からなる少数の軍勢とともにヨークシャー海岸のレーヴェンスパーに上陸した。彼はすぐにヨークの町を手に入れ、支持者たちを集めた。これを討つべくノーサンバランド伯、エクセター公、オックスフォード伯、ウォリック伯の軍が差し向けられた。討伐軍をすり抜けてロンドンに向けて南下するエドワード4世の軍に、ウォリック伯を見限ったクラレンス公が合流した。4月11日、エドワード4世とクラレンス公はロンドンに入城し、ヘンリー6世を逮捕した。
4月14日、エドワード4世とウォリック伯の軍はバーネットの戦いで決戦をした。この会戦は深い霧の中で戦われ、ウォリック伯軍の一部は同士討ちを演じている。裏切りが発生したと思い込み混乱状態になったウォリック伯軍にエドワード4世軍の騎兵が突入し、ウォリック伯軍は総崩れになった。ウォリック伯は馬に乗ろうとしたところを斬られ、モンターギュ侯も戦死した。

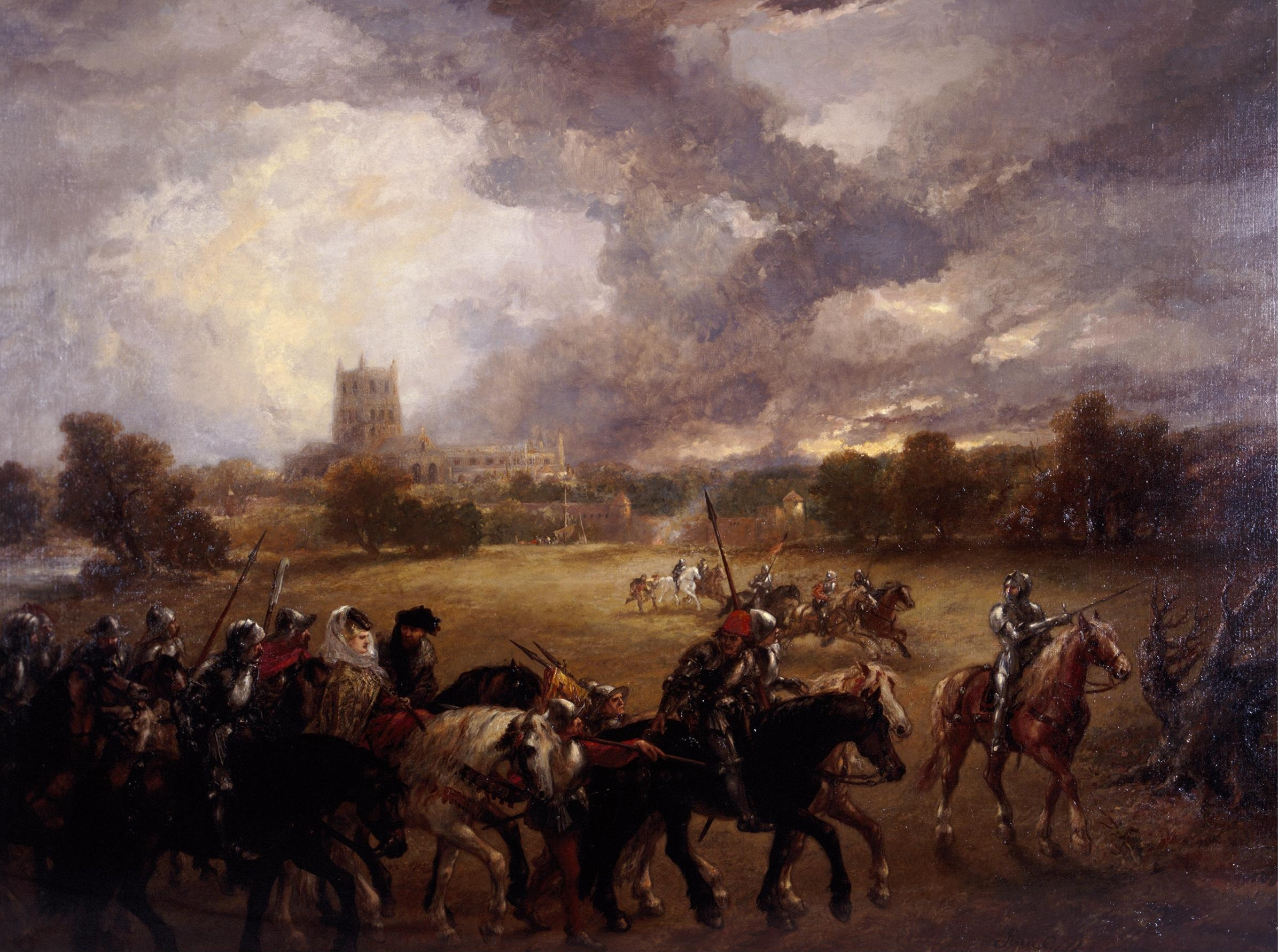
テュークスベリーの戦いに敗れ、連行されるマーガレット王妃。
John Gilbert画。1875年。

一方、マーガレット王妃とエドワード王子はバーネットの戦いの数日前に西南地方（ウェスト・カントリー）に上陸していた。フランスに引き返すよりはウェールズのランカスター派と合流することを選んだマーガレット王妃は、セヴァーン川の渡河を図るが、グロスター公が通行を阻止したために失敗した。第4代サマセット公エドムンド・ボーフォートが指揮する彼女の軍隊は捕捉され、5月4日のテュークスベリーの戦いで壊滅した。
捕らえられたエドワード王子とサマセット公は処刑された。戦いからしばらく後の5月14日にヘンリー6世も、ヨーク王朝を強固たらしめるために殺害された。マーガレット王妃はフランス王ルイ11世が身代金を支払うまでの5年間、ロンドン塔に幽閉された。帰国後はフランス王にアンジュー家領の相続権を剥奪され、失意と貧窮の中で1482年に没した。

### 第二次内乱関係図表
| 番号 | 会戦名                         | 年月日        | 結果               |
| ---- | ------------------------------ | ------------- | ------------------ |
| ①    | エッジコート・ムーアの戦い     | 1469年7月26日 | ウォリック伯軍勝利 |
| ②    | ルーズコート・フィールドの戦い | 1470年3月12日 | ヨーク軍勝利       |
| ③    | バーネットの戦い               | 1471年4月14日 | ヨーク軍勝利       |
| ④    | テュークスベリーの戦い         | 1471年5月4日  | ヨーク軍勝利       |

| ヨーク派 | ウォリック伯＆ ランカスター派 |
| --- | --- |
| - エドワード4世 - エリザベス・ウッドヴィル - グロスター公リチャード - リヴァーズ伯リチャード・ウッドヴィル - スケールズ卿アンソニー・ウッドヴィル - ジョン・ウッドヴィル - ドーセット侯トマス・グレイ - ペンブルック伯ウィリアム・ハルバート - ヘイスティングス卿ウィリアム | - ヘンリー6世 - マーガレット・オブ・アンジュー - エドワード・オブ・ウェストミンスター - ウォリック伯リチャード・ネヴィル - モンターギュ侯ジョン・ネヴィル - トマス・ネヴィル - クラレンス公ジョージ - サマセット公エドムンド・ボーフォート - エクセター公ヘンリー・ホランド - オックスフォード伯ジョン・ド・ヴィアー - ペンブルック伯ジャスパー・テューダー - レデスデールのロビン |
| –戦死または処刑 –ヨーク派に寝返り。 | |

## 第三次内乱

### リチャード3世の簒奪

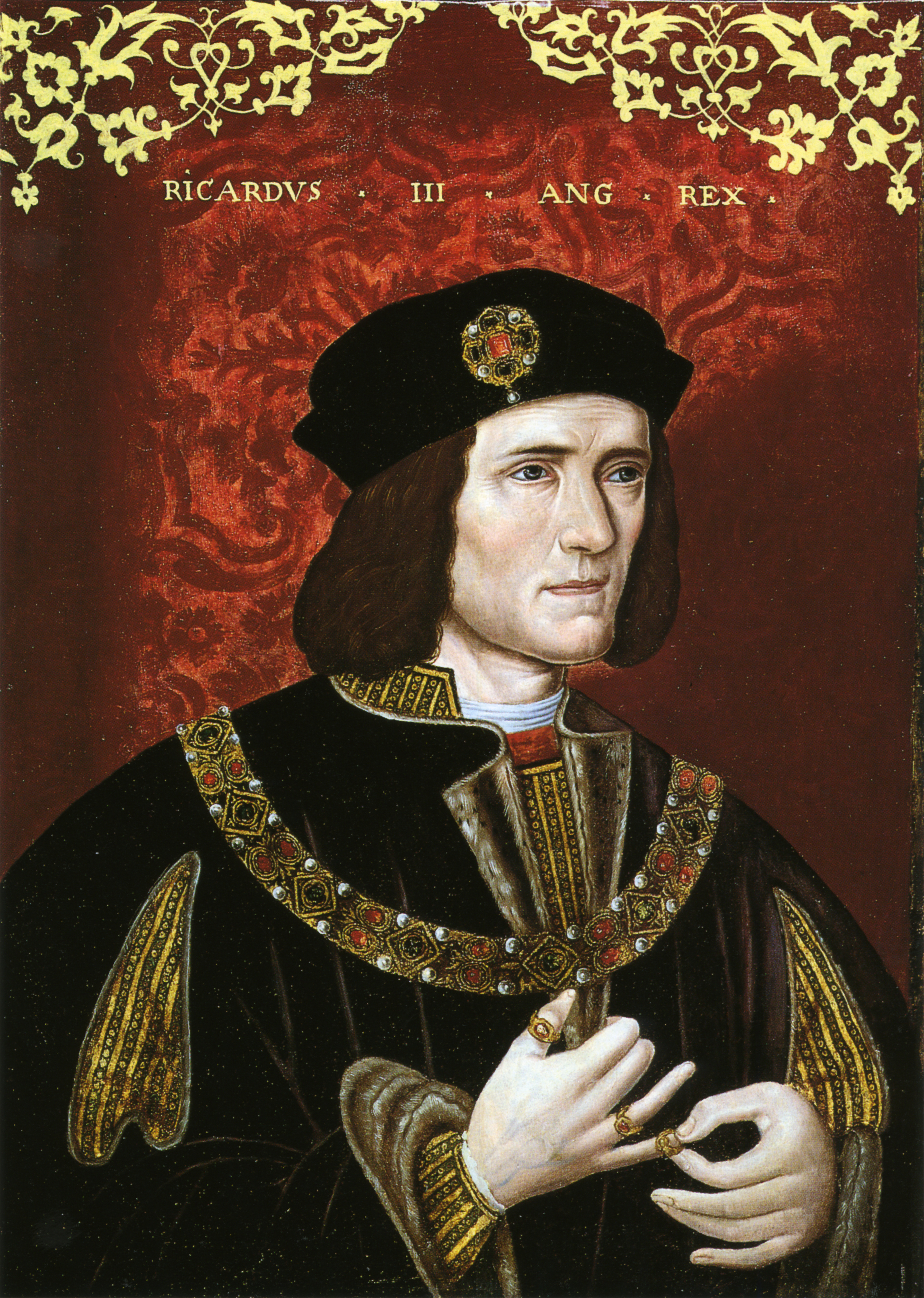
リチャード3世
作者不明、16世紀後半。
テューダー朝時代の年代記作家によって人格を貶められ、シェイクスピアは醜怪な容姿の稀代の悪人として描き、そのイメージは後世まで続いたが、その短い治世については再評価も行われている。

エドワード4世の残りの治世は比較的平和が保たれた。末弟グロスター公リチャードと長年の友であり支持者でもあったヘイスティングス卿ウィリアム・ヘイスティングスには忠誠に対して十分な恩賞が与えられ、おのおの中部と北部の支配を任された。クラレンス公ジョージは次第にエドワード4世と不和になり、1478年に謀反に関与した嫌疑で処刑された。一方、グロスター公はウォリック伯の遺児でエドワード・オブ・ウェストミンスターの未亡人であるアン・ネヴィルと結婚して、ネヴィル家の私党を引き継ぎ、北部で大きな勢力を蓄えるようになった。
1483年4月9日にエドワード4世が急死した。国王の死を契機に王妃の親族ウッドヴィル家（弟のリヴァーズ伯アンソニーと最初の結婚の時の子のドーセット侯トマス）と古くからの側近のヘイスティングス卿との対立が表面化した。エドワード4世が死去したとき、王位を継承するエドワード5世はわずか12歳であり、リヴァーズ伯のもとラドロー城で養育されていた。
死の床にあったエドワード4世は、グロスター公リチャードを護国卿に指名したとされる。エドワード4世が身罷った時、グロスター公は北部に滞在していた。ウッドヴィル一族は宝物庫と武器庫を兼ねていたロンドン塔を確保すると、兵を集めて一種のクーデターを断行した。エドワード4世の死を受けて開かれた国王評議会はウッドヴィル一族によって主導され、ヘイスティングス卿の反対を退けて、グロスター公を実権のない名誉職に祭り上げる決定をした。危機感を持ったヘイスティングス卿はグロスター公に、ウッドヴィル家に対抗しうる兵力を持ってロンドンに入るよう伝えた。

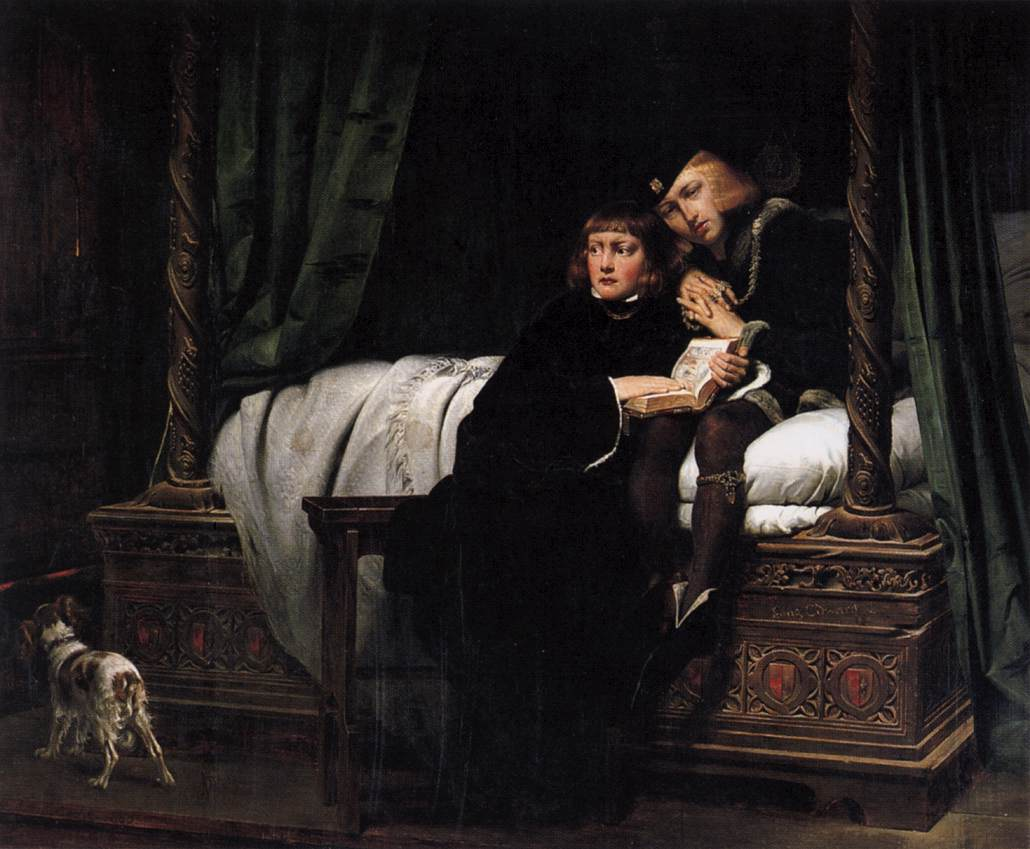
『ロンドン塔の若き王と王子』
ポール・ドラローシュ画。1831年。
およそ200年後のチャールズ2世の時代にロンドン塔内から2人の子供の遺骨が発見され、これが兄弟のものとされたが、真相は謎のままである。

4月28日、グロスター公リチャードとバッキンガム公ヘンリー・スタフォードは、エドワード5世を警護しつつロンドンに向かっていたリヴァーズ伯をストーニー・ストラットフォードで拘束した。彼らはリヴァーズ伯に争う意図はないと伝えていたものの、その翌日に彼を投獄してしまい、エドワード5世には国王の身を害そうとするウッドヴィル家による陰謀を妨げるために行ったと告げた。リヴァーズ伯と王の異父兄のリチャード・グレイはヨークシャーのポンテフラクト城に送られ、6月末に処刑された。
5月4日、グロスター公リチャードに保護されたエドワード5世はロンドンに入城し、ロンドン塔に送られた。エリザベス王太后は残りの子とともにウェストミンスター寺院に入り庇護を求めた。6月22日のエドワード5世の戴冠式の準備は進められ、この時点でグロスター公リチャードの護国卿の任期は終わることになっていた。6月13日、グロスター公リチャードはヘイスティングス卿を呼び出すと、裁判なしでその日のうちに処刑した。
カンタベリー大司教トマス・バウチャーはエリザベス王太后に対して、9歳になる王弟ヨーク公リチャード・オブ・シュルーズベリーをロンドン塔にいるエドワード5世の元に送るよう説得した。子供たちの身柄を確保したグロスター公は説教師やバッキンガム公を使って、故エドワード4世とエリザベス・ウッドヴィルとの結婚を違法であり、2人の子は庶子であると訴えさせた。議会はこれに同意して、「王たる資格」（Titulus Regius）を発し、グロスター公を正式に国王リチャード3世であると宣言した。囚われの身の2人の少年は姿を消し、おそらくはリチャード3世に殺害されたと見られているが、王位継承権に疑義があったヘンリー7世によって殺害されたとする説もある。
7月16日に盛大な戴冠式が催され、それからリチャード3世は中部と北部への行幸に赴いて気前よく下賜金を施し、また自らの息子エドワード・オブ・ミドルハムにプリンス・オブ・ウェールズ（王太子）の称号を与えた。

### バッキンガム公の反乱

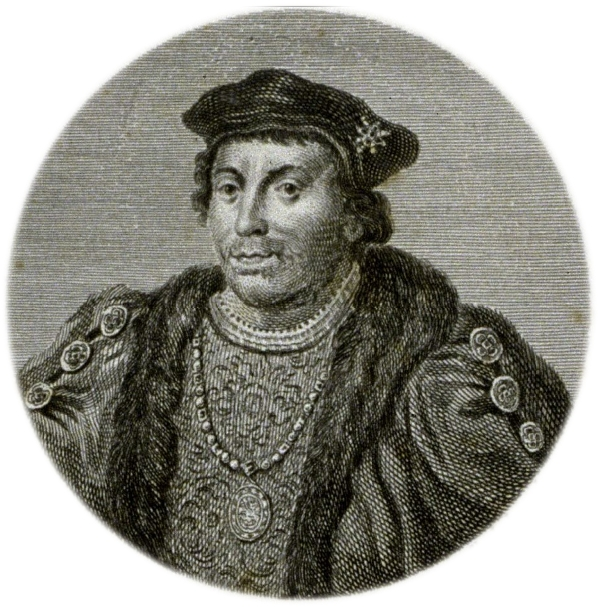
バッキンガム公ヘンリー・スタフォード。
William Sherlock画。18世紀。

1471年にヘンリー6世とその王子のエドワード・オブ・ウェストミンスターが殺害され、その他の者も命を落としたことで、ランカスター家の王位継承者としてリッチモンド伯ヘンリー・テューダーの存在が浮上していた。ヘンリー・テューダーの父リッチモンド伯エドマンド・テューダーはヘンリー6世の異父弟であるが、王位継承権自体は母マーガレット・ボーフォートからのものである。マーガレットはエドワード3世の四男ジョン・オブ・ゴーントの子ジョン・ボーフォートの孫である。ジョン・ボーフォートは出生時には私生児であり、後に両親が結婚して嫡出子となったが、ヘンリー4世の命によってジョン・ボーフォートの子孫の王位継承権は排除させられていた。このためにヘンリー・テューダーの血統の王位継承権には疑義があった。
ヘンリー・テューダーは少年時代の大部分を包囲下にあったハーレフ城と亡命先のブルターニュで過ごしている。1471年以降、エドワード4世はリッチモンド伯ヘンリー・テューダーの王位継承権について軽視しており、幾度か身柄の確保を試みるだけだった。ヘンリー・テューダーの母マーガレット・ボーフォートは2度再婚しており、最初はバッキンガム公の甥、その次はエドワード4世治世での要人の一人であるトマス・スタンリーと再婚して息子に対する支持を固めていた。1483年、マーガレット・ボーフォートはエドワード4世の長女であり、弟たち亡きあとはヨーク家の相続人となったエリザベス・オブ・ヨークとヘンリー・テューダーとの婚約を成立させた。
リチャード3世に対する反抗は南部で起こった。1483年10月18日、バッキンガム公ヘンリー・スタフォード（リチャード3世の即位に貢献し、自らも遠縁ながら王位継承権を有する）がランカスター系のリッチモンド伯ヘンリー・テューダーの擁立を標榜して挙兵した。ヘンリー・テューダーよりはエドワード5世か王弟を擁立すべしという意見もあったが、バッキンガム公は両人は既に殺害されていると認識していた。
南部における彼の支持者の一部が蜂起したが、時期尚早な蜂起であり、リチャード3世の代官ノーフォーク公ジョン・ハワードによってバッキンガム公との合流を阻止されてしまう。バッキンガム公自身は中部ウェールズのブレコンで蜂起した。彼は南イングランドの叛徒との合流を図るが暴風雨によってセヴァーン川の渡河を妨げられ、ヘンリー・テューダーはイングランドに上陸したが形勢不利とみて引き揚げている。バッキンガム公の兵は飢えに苦しんで逃亡し、彼は裏切りにあって捕らえられ、処刑された。
バッキンガム公の反乱の失敗はリチャード3世に対する陰謀の終わりにはならなかった。身辺でも不幸が重なり、1484年に王妃アンと11歳の王太子エドワードを相次いで亡くしていた。リチャード3世は兄の遺児エリザベス・オブ・ヨークとの再婚を考えるが断念している。

### ボズワースの戦い

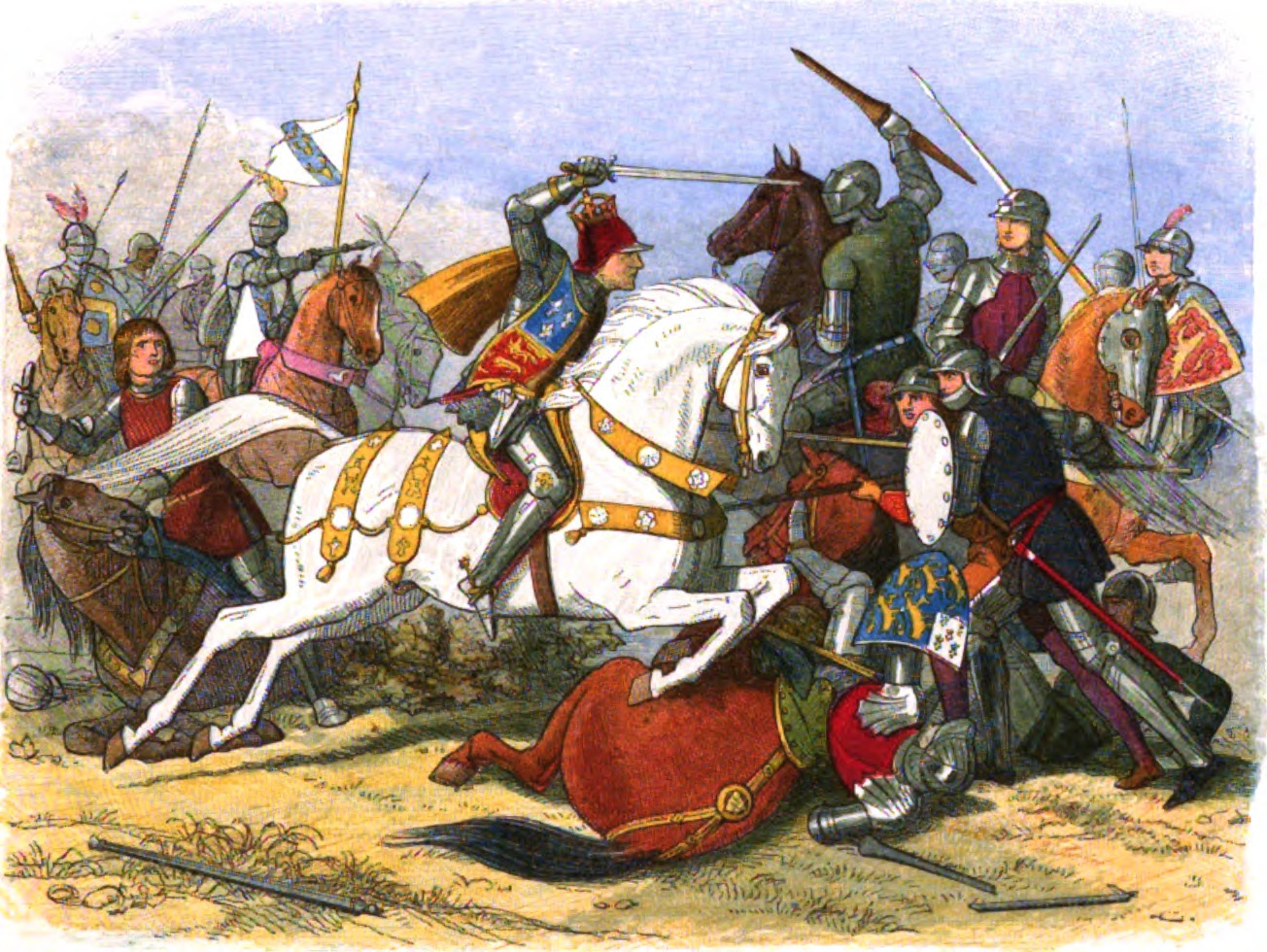
ボズワースの戦い。奮戦するリチャード3世。
A Chronicle of England,1864年

バッキンガム公の残党や不平貴族が亡命中のヘンリー・テューダーのもとに集まった。リチャード3世はブルターニュ公の重臣に賄賂を贈ってヘンリー・テューダーを裏切るよう唆したが、ヘンリー・テューダーは警告を受けてフランスへ逃亡し、ここで彼は庇護と援助を受けた。
大貴族やリチャード3世の官吏までもが自らに同心すると確信したヘンリー・テューダーは、1485年8月1日に亡命者とフランス人傭兵からなる軍勢を率いてアルフルールを出帆し、追い風により6日目にウェールズのペンブルックシャーに上陸した。リチャード3世が任命したウェールズの代官たちは、ヘンリー・テューダーに合流するか、傍観した。ヘンリー・テューダーはウェールズと辺境地方を進軍しつつ支持者を募り、相当数の兵力になった。
8月22日、レスタシャーのボズワースでヘンリー・テューダーとリチャード3世の決戦が行われた。両者とも旗色を明らかにしないスタンリー兄弟（スタンリー卿トマスとウィリアム）の動静を睨みつつ戦いに入った。リチャード3世軍では初手の矢戦から配下のノーサンバランド伯の軍勢が動かず、乱戦に入るとスタンリー兄弟がヘンリー・テューダーの側につき、リチャード3世軍の側面を突いた。敗北を悟ったリチャード3世は自ら敵陣に突入して、ヘンリー・テューダーの目前にまで迫ったという。リチャード3世は沼地で落馬したところを、ウェールズ人の兵士リース・トーマスによって長柄斧で首を斬られて倒れた。
寝返ったスタンリー卿は、戦死したリチャード3世の王冠をヘンリー・テューダーに捧げたと伝えられる。リチャード3世の遺体には汚辱が加えられ、裸にされて騾馬で引き回された。

### ヘンリー7世の即位とヨーク派の反乱

テューダー家の徽章。ランカスター家の赤薔薇とヨーク家の白薔薇を合わせた形になっている。

勝利したヘンリー・テューダーはロンドンに入って議会を招集し、1485年10月30日に戴冠式を挙行した（ヘンリー7世）。11月に開催された議会は、ヘンリー7世の血統についてはさほど詮索せず、ボズワースの戦いの勝利を「神の御意志」として即位の正当性を承認している。
翌1486年1月18日、ヘンリー7世は自らの地位を固めるために、エドワード4世の王女であり、当時最有力なヨーク家系の王位継承権を有していたエリザベス・オブ・ヨークと結婚した。これにより、ヘンリー7世は2つの王家を統合することになり、ライバルだった白と赤の両家の図案を組み合わせた新たなテューダー・ローズを用いるようになった。ヘンリー7世は王位を固めるために、様々な口実をもうけて潜在的な王位継承権者を粛清し、この政策は次代のヘンリー8世にも引き継がれている。
多くの歴史家たちはヘンリー7世の即位をもって薔薇戦争の終了としているが、一部の者たちは、ヘンリー7世を打倒してヨーク王家を再興しようとする陰謀がなおも存在していたことから、この内戦は15世紀末まで続いたとしている。ボズワースの戦いの翌1486年、リチャード3世の侍従だったラヴェル卿がヨークシャーで挙兵する事件が起こったが、烏合の衆であり戦う前に四散した。
1487年にラヴェル卿はスイス人およびドイツ人傭兵を率いてアイルランドに上陸する。この反乱にはエドワード4世の妹でブルゴーニュ公の未亡人のマーガレットが関与しており、リンカーン伯ジョン・ド・ラ・ポール（リチャード3世の甥で王位継承者に指名されていたが、ヘンリー7世に帰順していた）も加わっていた。反乱軍の指導者たちはランバート・シムネルという少年を、ヨーク系王族の生き残りで最も有力な王位継承権を持つウォリック伯エドワード（クラレンス公の遺児）の替え玉とし、ダブリンにおいて「エドワード6世」として戴冠させた。だが、本物のウォリック伯の身柄は既にヘンリー7世に確保されており、その証明として彼はロンドン市街を行進させられた。反乱軍はランカシャーに上陸してイングランド本土に侵攻するが、7月17日のストーク・フィールドの戦いでヘンリー7世率いる国王軍に撃破され、リンカーン伯は戦死し、ラヴェル卿は逃亡した。捕らえられたシムネル少年は赦免され、宮廷の厨房の使用人とされた。
1491年に、エドワード5世とともにロンドン塔に幽閉され消息を絶った王弟ヨーク公リチャードを名乗る人物（パーキン・ウォーベック）が現れたことにより、ヘンリー7世の王座は再び脅かされた。ウォーベックはフランス王シャルル8世やブルゴーニュ公太妃マーガレット、ハプスブルク家のオーストリア大公マクシミリアンの支持を受けてリチャード4世を名乗り、ネーデルラントやアイルランドで活動し、幾度かイングランドへの上陸を図っている。1496年にはスコットランド王ジェームズ4世の支援を受けてノーランバランドへ攻め込むが、ヨーク派からの支持を得られず失敗した。
1497年にコーンウォールで重税に抗議する反乱が起きた（コーンウォール人の反乱）。ウォーベックはこの反乱に加わり、エクセターを包囲するが失敗して捕らえられた。彼は同じくロンドン塔に監禁されていたウォリック伯とともに脱獄を図るが失敗し、1499年に2人は処刑された。
ヨーク家の血統を継ぐ者として、バッキンガム公エドワード・スタフォード、リンカーン伯の弟であるサフォーク公エドムンド・ド・ラ・ポール、リチャード・ド・ラ・ポール兄弟が残っていた。サフォーク公は1501年に国外へ逃れてヘンリー7世打倒を企てたが、もはや支援する君主はなく、イングランドに送還されて1513年に処刑され、ヨーク派による陰謀はほぼ終息する。
バッキンガム公エドワード・スタフォードはヘンリー8世の時代の1520年に、さしたる理由なく捕らえられ処刑された。リチャード・ド・ラ・ポールはフランス王フランソワ1世の後援を受けてイングランド侵攻を企てるが実現せず、1525年のパヴィアの戦いでフランス軍に加わり戦死している。クラレンス公の娘のマーガレット・ポールはテューダー家と和解して生き残り、ソールズベリー伯位の襲爵を許されたが、1541年にヘンリー8世によって処刑され、テューダー家に対抗しうるプランタジネット家系の王位継承権者は完全に抹殺された。

## 戦後

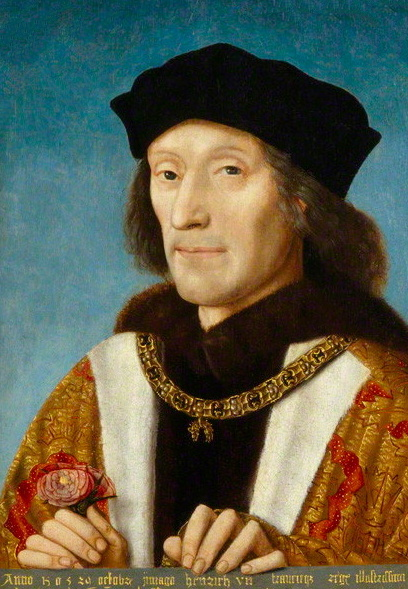
ヘンリー7世。
作者不明。1505年。

30年以上も続いたこの内戦によってイングランドの国土は荒廃したとされるが、これは新たに成立したテューダー朝によって誇張されたプロパガンダに過ぎない。ヨーク家とランカスター家の権力争いであるこの内乱は他国の戦争や内乱と異なり、抗争を行う貴族たちは臣民の支持を得るために彼らを戦いに巻き込むことを避けており、同時代のフランスの歴史家フィリップ・ド・コミュンヌはイングランドでは田園も建物も破壊されなかったと述べている。戦闘行動自体も合計で428日間に過ぎなかった。戦闘はごく短期間のものが時間を置いて断続的に続いたのであり、攻城戦やそれに伴う略奪は少なく、1460年の北部兵を率いたマーガレット王妃の反攻時の例外的な略奪も、現存する当時の記録からはわずかな影響しか認められない。この内戦の30年間、民衆の生活はほとんど脅かされておらず、ヘンリー7世は良好な状態の国土を継承できた。
薔薇戦争の結果、貴族がほとんど絶滅したかのように説明されることがあるが、実際の減少は25%程度であり、少ない数字ではないが「絶滅」という表現には当たらない。家門断絶の理由も、嫡出男子を欠いたことが戦死や処刑と同程度に存在した。一方で、この時代以前の大貴族（公爵家と伯爵家）がほとんど姿を消したのも事実である。ヘンリー7世は貴族数を抑制し、1485年の即位時の50家が、1509年に死去した際には35家になっていた。断絶した貴族の所領は王領地化され、王室財政の強化に資された。
ヘンリー7世は貴族の私兵である扈従団の抑制を図り、最初の議会で貴族たちに扈従団を保有しないことを誓約させ、1504年には「揃い服禁止法」を出している。もっとも、その治世中には疑似封建制を完全に解体することはかなわず、譲歩を余儀なくされることもあり、部分的・個別的な規制に留まっている。大貴族パーシー家をはじめとする在地貴族が根を張り、王権の支配の弱かった北部については、1489年にノーサンバランド伯ヘンリー・パーシーが横死すると、これを好機にサリー伯トマス・ハワードを送り込み秩序回復に成功した。
地方統治においては、国王にとって危険な貴族に頼らず、ジェントリ（郷紳）に依存しようとするランカスター朝、ヨーク朝からの政策が踏襲されたが、その達成には長い時間を要することになる。ジェントリは無給の治安判事として地方行政の中心的役割を担い、有能な者は中央の国王評議会にも起用された。身分の枠にとらわれない実用主義の人材登用がテューダー朝の特徴となる。
ヘンリー7世以降、テューダー朝は王権の強化を通した絶対王政の基礎を固めてゆくが、イングランド王は古来からの慣習法（コモン・ロー）や議会による制約が強く、同時代のフランスやスペインの様な強力な中央集権の完成には至らなかった。

## 題材とした作品

### シェイクスピアの史劇

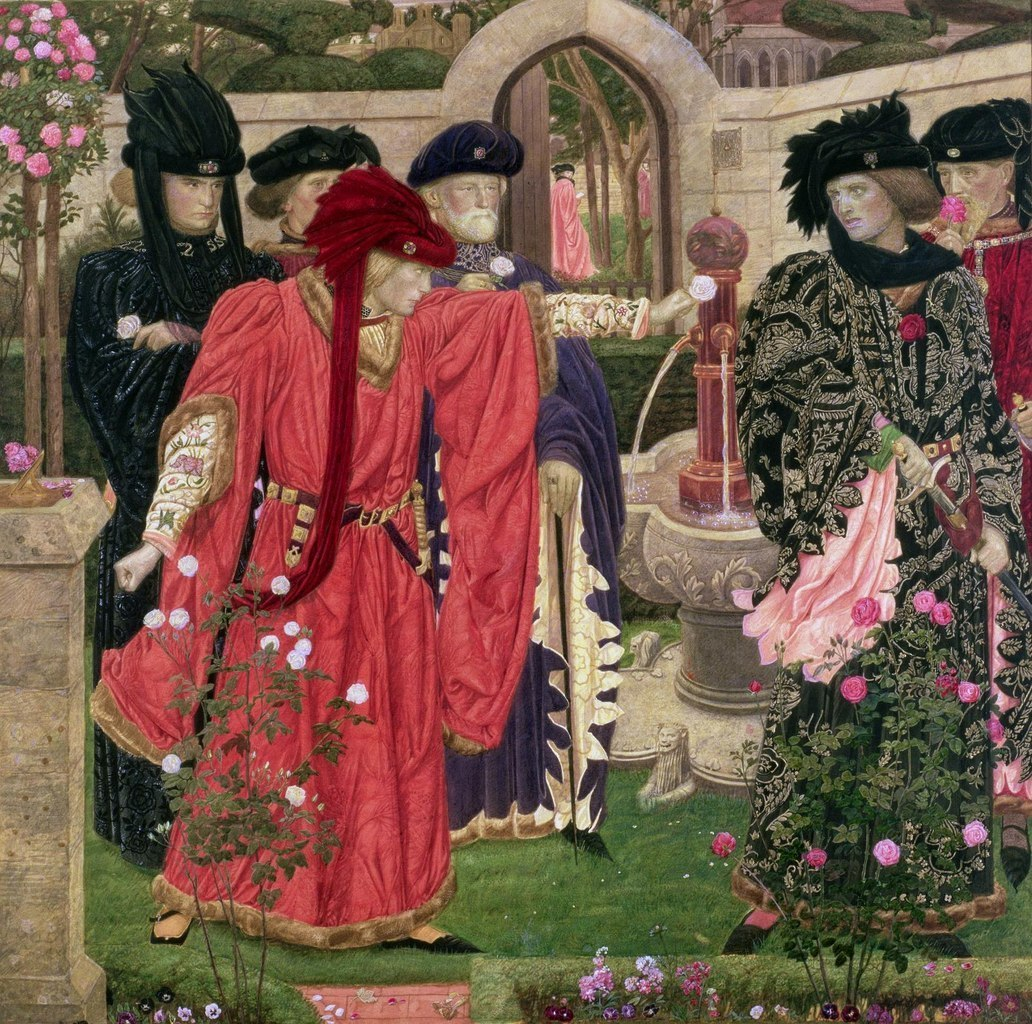
シェイクスピア作『ヘンリー六世 第1部』の一場面。ヨーク公リチャード（左）と同志が白いバラを選び、サマセット公エドムンド（右）は赤いバラを選んでいる。
Henry Payne画。1908年頃。

ウィリアム・シェイクスピアの最初期の作品『ヘンリー六世 第1部』（1591年 - 1592年）、『ヘンリー六世 第2部』（1590年 - 1591年）、『ヘンリー六世 第3部』（1590年 - 1591年）そして『リチャード三世』（1592年 - 1593年）は百年戦争末期から薔薇戦争の時代を題材とした歴史劇であり、「第1・四部作」と呼ばれている。エドワード・ホールの『年代記』（1548年）、ラファエル・ホリンズヘッドの『年代記』（1577年、1587年）などが材源に用いられた。『ヘンリー六世』三部作については成立時期とともに執筆者を巡っても議論が続いており、第一部は合作説が強い。
歴史劇なので必ずしも史実に忠実ではなく、劇的効果のために人間関係は大胆にアレンジされ、事件の時系列は圧縮されている。リチャード3世は醜い容貌のせむし男として描かれ、劇中で王冠を狙う野心を吐露して悪党になると宣言する、際立った印象を与える人物となっている。「第1・四部作」は幼王を殺害して王位を簒奪した悪王リチャード3世がヘンリー・テューダーに倒され、テューダー朝の成立により真の平和がもたらされて完結する。
その後、これらの歴史劇が一度に上演されることはほとんどなかった。1963年、ジョン・バートンとピーター・ホールがこれらの作品を要約した『薔薇戦争』（The Wars of the Roses）を製作し、ロイヤル・シェイクスピア・カンパニーによる上演を行った。この上演は1965年にBBCで放映された。1981年から1982年には原作の変更を最小限にとどめた4部作が上演され、BBCで放映されている。
『リチャード三世』は様々な形で、たびたび映画化されている（リチャード三世 (シェイクスピア)#映画化作品を参照）。

### その他
その他の薔薇戦争を扱った主な作品には以下のものがある。
- ウォルター・スコットの小説『ガイアスタインのアン』（Anne of Geierstein）は亡命したランカスター派貴族の物語である。この作品以降に「薔薇戦争」（Wars of the Roses）の名称が広く用いられるようになった[2]。
- ロバート・ルイス・スティーヴンソンの小説『黒い矢：薔薇戦争の物語』（The Black Arrow: A Tale of the Two Roses）は薔薇戦争の時期を題材とした小説である。
- ジョセフィン・テイの『時の娘』（The Daughter of Time）は、リチャード3世の仕業とされるエドワード5世とヨーク公リチャードの殺害事件の真相を現代の警官が究明する推理小説である。
- フィリッパ・グレゴリー（英語版）は薔薇戦争の時代を扱った歴史小説シリーズ "The Cousins' War" を著している。
  -  The White Queen  （2009年）／『白薔薇の女王』（日本語版題名[172]） - エドワード4世の王妃エリザベス・ウッドヴィルを扱った作品。
  -  The Red Queen （2010年）
  - The Lady of the Rivers （2011年）
  - The Kingmaker's Daughters （2012年）
- ジョージ・R・R・マーティンのSF小説『氷と炎の歌』シリーズは薔薇戦争をモチーフとしている。
- 菅野文の漫画『薔薇王の葬列』は、シェイクスピアの『ヘンリー六世』『リチャード三世』を原案にしたファンタジーで、リチャード3世を主人公とする。
- PlayStation 2用ソフトである『遊☆戯☆王 真デュエルモンスターズII 継承されし記憶』はボズワースの戦いが舞台となっており、ヘンリー7世・リチャード3世などを関連人物をモデルとしたキャラクターも登場する。

## 年表
| 国王          | 西暦   | 薔薇戦争関連事項 | 参考事項 |
| ------------- | ------ | --- | --- |
| ヘンリー6世   | 1422年 | （9月）ヘンリー5世死去。ヘンリー6世即位 | |
| ヘンリー6世   | 1429年 | | （5月）ジャンヌ・ダルクの活躍によりアルマニャック派がオルレアンを解放。 （7月）シャルル7世がランスで戴冠式を挙行。 |
| ヘンリー6世   | 1431年 | （12月）ヘンリー6世、パリでフランス王の戴冠式を挙行。 | （5月）ジャンヌ・ダルク火刑に処される。 |
| ヘンリー6世   | 1435年 | （9月）ベッドフォード公ジョン死去。 | （8月）アラスの和約、ブルゴーニュ派がシャルル7世と講和。 |
| ヘンリー6世   | 1437年 | | （2月）スコットランド王ジェームズ1世死去、ジェームズ2世即位。 |
| ヘンリー6世   | 1445年 | （4月）和平派のサフォーク伯の斡旋により、ヘンリー6世とアンジュー公女のマルグリット（マーガレット）が結婚。 | |
| ヘンリー6世   | 1447年 | （2月）主戦派のグロスター公ハンフリーが獄死。 | |
| ヘンリー6世   | 1450年 | （1‐5月）サフォーク公が失脚。サマセット伯が和平派の中心となり重用される。 （7月）ジャック・ケイドの乱。 | （5月）フォルミニーの戦い、イングランドがノルマンディーを喪失。 |
| ヘンリー6世   | 1452年 | （2-3月）ヨーク公、兵を率いてサマセット公排除を要求するが失敗。 | |
| ヘンリー6世   | 1453年 | （6月）ボルドー陥落、百年戦争事実上終結。 （8月）ヘンリー6世が精神錯乱に陥る。 （10月）王子エドワード・オブ・ウェストミンスター出生。 | （5月）コンスタンティノープルの陥落。 |
| ヘンリー6世   | 1454年 | （3月）ヨーク公、護国卿に就任。（-1455年1月） | |
| ヘンリー6世   | 1455年 | （5月）第一次セント・オールバンズの戦い、ヨーク派勝利。サマセット公処刑。薔薇戦争はじまる。 （10月）ヨーク公、護国卿就任。 | （この年）スコットランド王ジェームズ2世、黒ダグラス家を粛清。 |
| ヘンリー6世   | 1456年 | （2月）ヨーク公、護国卿を解任。 （6月）マーガレット王妃、宮廷をコヴェントリーに移させる。 | |
| ヘンリー6世   | 1458年 | （3月）両派融和を目指した「愛の日」の教会行列 | |
| ヘンリー6世   | 1459年 | （6月）ヨーク派が大評議会への出席を拒絶。 （9月）ブロア・ヒースの戦い、ヨーク派勝利。 （10月）ラドフォード橋の戦い、ランカスター派勝利。ヨーク派はアイルランドとカレーに退却。 （11月）ランカスター派の議会、ヨーク派諸侯の私権剥奪を決議。                                                                             | |
| ヘンリー6世   | 1460年 | （6月）マーチ伯エドワードとウォリック伯がイングランドに反攻。 （7月）ノーサンプトンの戦い、ヘンリー6世がヨーク派に捕えられる。 （10月）ヨーク公がロンドンに入城して王位を請求。合意令が成立し、ヨーク公がヘンリー6世の後の王位継承者になる。 （12月）ウェイクフィールドの戦い、ヨーク公とソールズベリー伯が殺害される。 | （8月）スコットランド王ジェームズ2世死去、ジェームズ3世即位。 |
| ヘンリー6世   | 1461年 | （2月）モーティマーズ・クロスの戦い、ヨーク派勝利。 （2月）第二次セント・オールバンズの戦い、ランカスター派勝利。ヘンリー6世を奪回するが王妃マーガレットはロンドン入城を拒まれる。 | （7月）フランス王シャルル7世死去、ルイ11世即位。 |
| エドワード4世 | 1461年 | （2-3月）ヨーク公の嫡男エドワードがロンドンに入城して国王に推戴される。（エドワード4世） （3月）タウトンの戦い、ヨーク派の決定的勝利。 （11月）議会がヘンリー6世の廃位を正式に決議。 | （7月）フランス王シャルル7世死去、ルイ11世即位。 |
| エドワード4世 | 1464年 | （5月）エドワード4世、エリザベス・ウッドヴィルと秘密結婚。 （5月）ヘクサムの戦い、ランカスター派残党壊滅。 | |
| エドワード4世 | 1465年 | （7月）ヘンリー6世が捕えられ、ロンドン塔に幽閉される。 | |
| エドワード4世 | 1467年 | （9月）ブルゴーニュ公シャルルと王妹マーガレットが結婚。 （この年）ウォリック伯がカレーに退去し、クラレンス公に接近。 | |
| エドワード4世 | 1469年 | （6月）ウォリック伯派のレデスデールのロビンが蜂起。 （7月）エッジコート・ムーアの戦いでエドワード4世が敗れ、後に捕えられる。 （7月）ウォリック伯、リヴァース伯らエドワード4世側近を処刑。 （10-12月）エドワード4世とウォリック伯が和解。                                                                                | （10月）カスティーリャ王女イサベルとアラゴン王子フェルナンドが結婚。（後のカトリック両王） （7月）スコットランド王ジェームズ3世、デンマーク王女マーガレットと結婚、持参金の担保としてオークニー諸島とシェトランド諸島を獲得。 |
| エドワード4世 | 1470年 | （3月）ルーズコート・フィールドの戦い、エドワード4世がリンカンシャーの反乱軍を撃破。 （3月）ウォリック伯とクラレンス公がフランスに逃亡。 （6月）フランス王ルイ11世の斡旋により、マーガレット王妃とウォリック伯が和解。 （9月）ウォリック伯とクラレンス公がイングランドに反攻。エドワード4世はブルゴーニュへ亡命。       | |
| ヘンリー6世   | 1470年 | （10月）ウォリック伯、ヘンリー6世を復位させる。 | |
| ヘンリー6世   | 1471年 | （3月）エドワード4世がレーヴェンスパーに上陸。 （4月）クラレンス公、エドワード4世に帰順 | |
| エドワード4世 | 1471年 | （4月）エドワード4世、ロンドンに入城。ヘンリー6世を捕らえる。 （4月）バーネットの戦い、エドワード4世勝利、ウォリック伯戦死。 （5月）テュークスベリーの戦い、ヨーク軍勝利、エドワード王子処刑、マーガレット王妃捕らわれる。 （5月）ヘンリー6世、ロンドン塔で殺害される。                                                 | |
| エドワード4世 | 1475年 | （8月）エドワード4世、フランスに侵攻。ルイ11世とピキニー条約を結ぶ。 | |
| エドワード4世 | 1477年 | | （1月）ブルゴーニュ公シャルル戦死。ルイ11世、ブルゴーニュを接収する。 |
| エドワード4世 | 1478年 | （2月）クラレンス公処刑される。 | |
| エドワード4世 | 1479年 | | （1月）スペイン王国成立 |
| エドワード5世 | 1483年 | （4月）エドワード4世死去。長男のエドワード5世が王位を継承。 | （8月）フランス王ルイ11世死去。シャルル8世即位。 |
| リチャード3世 | 1483年 | （6月）グロスター公リチャードが、エドワード5世を廃位し、リチャード3世として即位。 （10-12月）バッキンガム公の反乱。 | （8月）フランス王ルイ11世死去。シャルル8世即位。 |
| リチャード3世 | 1485年 | （8月）ヘンリー・テューダーが南ウェールズのペンブルックシャーに上陸。 | |
| ヘンリー7世   | 1485年 | （8月）ボズワースの戦い、リチャード3世戦死、ヘンリー・テューダーがヘンリー7世として即位。 （10月）ヘンリー7世、戴冠式を挙行。 | |
| ヘンリー7世   | 1486年 | （1月）ヘンリー7世とエドワード4世の王女エリザベス・オブ・ヨークが結婚。 | |
| ヘンリー7世   | 1487年 | （6月）エドワード6世を僭称するランバート・シムネルの軍がアイルランドから侵攻。 （8月）ストーク・フィールドの戦い、ヘンリー7世勝利、ランバート・シムネル捕えられる。薔薇戦争終了。 | |

## 略系図
| ランカスター派 |  | ヨーク派 |  | ウォリック伯（キングメーカー） |

|                   |                   |                   |                   |                   |                   |  |  |                                             |                                             |                                             |                                             |                                             |                                             |                                       |                                       |                                             |                                             |                                             |                                             |                                             |                                             |                                             |                                             |                                             |                                             |                                       |                                       |                                       |                                       |                                       |                                       |                                       |                                       |                                         |                                         | エドワード3世                           |                                         |                                         |                                         |                    |                    |                    |                    |                    |                    |                                                   |                                                   |                                                   |                                                   |                                                   |                                                   |                               |                               |                    |                    |                                   |                                   |                                   |                                   |                                       |                                       |                                       |                                       |                                       |                                       |                                 |                                 |                                 |                                 |  |  |                                |                                |                                |                                |                                       |                                       |                                       |                                       |                                       |                                       |             |             |                            |                            |                            |                            |                                       |                                       |                                       |                                       |                                       |                                       |                        |                        |                        |                        |                        |                        |                                   |                                   |                                   |                                   |                                   |                                   |                                   |                                   |                                     |                                     |                                     |                                     |                                       |                                       |                                       |                                       |                                       |                                       |                                       |                                       |                                       |                                       |  |  |  |  |  |  |  |  |  |  |  |  |  |  |  |  |  |  |  |  |  |  |  |  |  |  |  |  |  |  |  |  |
|                   |                   |                   |                   |                   |                   |  |  |                                             |                                             |                                             |                                             |                                             |                                             |                                       |                                       |                                             |                                             |                                             |                                             |                                             |                                             |                                             |                                             |                                             |                                             |                                       |                                       |                                       |                                       |                                       |                                       |                                       |                                       |                                         |                                         |                                         |                                         |                                         |                                         |                    |                    |                    |                    |                    |                    |                                                   |                                                   |                                                   |                                                   |                                                   |                                                   |                               |                               |                    |                    |                                   |                                   |                                   |                                   |                                       |                                       |                                       |                                       |                                       |                                       |                                 |                                 |                                 |                                 |  |  |                                |                                |                                |                                |                                       |                                       |                                       |                                       |                                       |                                       |             |             |                            |                            |                            |                            |                                       |                                       |                                       |                                       |                                       |                                       |                        |                        |                        |                        |                        |                        |                                   |                                   |                                   |                                   |                                   |                                   |                                   |                                   |                                     |                                     |                                     |                                     |                                       |                                       |                                       |                                       |                                       |                                       |                                       |                                       |                                       |                                       |  |  |  |  |  |  |  |  |  |  |  |  |  |  |  |  |  |  |  |  |  |  |  |  |  |  |  |  |  |  |  |  |
|                   |                   |                   |                   |                   |                   |  |  |                                             |                                             |                                             |                                             |                                             |                                             |                                       |                                       |                                             |                                             |                                             |                                             |                                             |                                             |                                             |                                             |                                             |                                             |                                       |                                       |                                       |                                       |                                       |                                       |                                       |                                       |                                         |                                         |                                         |                                         |                                         |                                         |                    |                    |                    |                    |                    |                    |                                                   |                                                   |                                                   |                                                   |                                                   |                                                   |                               |                               |                    |                    |                                   |                                   |                                   |                                   |                                       |                                       |                                       |                                       |                                       |                                       |                                 |                                 |                                 |                                 |  |  |                                |                                |                                |                                |                                       |                                       |                                       |                                       |                                       |                                       |             |             |                            |                            |                            |                            |                                       |                                       |                                       |                                       |                                       |                                       |                        |                        |                        |                        |                        |                        |                                   |                                   |                                   |                                   |                                   |                                   |                                   |                                   |                                     |                                     |                                     |                                     |                                       |                                       |                                       |                                       |                                       |                                       |                                       |                                       |                                       |                                       |  |  |  |  |  |  |  |  |  |  |  |  |  |  |  |  |  |  |  |  |  |  |  |  |  |  |  |  |  |  |  |  |
| エドワード 黒太子 | エドワード 黒太子 | エドワード 黒太子 | エドワード 黒太子 | エドワード 黒太子 | エドワード 黒太子 |  |  | ヨーク公 エドマンド・オブ・ラングリー       | ヨーク公 エドマンド・オブ・ラングリー       | ヨーク公 エドマンド・オブ・ラングリー       | ヨーク公 エドマンド・オブ・ラングリー       | ヨーク公 エドマンド・オブ・ラングリー       | ヨーク公 エドマンド・オブ・ラングリー       |                                       |                                       |                                             |                                             |                                             |                                             | クラレンス公 ライオネル・オブ・アントワープ | クラレンス公 ライオネル・オブ・アントワープ | クラレンス公 ライオネル・オブ・アントワープ | クラレンス公 ライオネル・オブ・アントワープ | クラレンス公 ライオネル・オブ・アントワープ | クラレンス公 ライオネル・オブ・アントワープ |                                       |                                       |                                       |                                       |                                       |                                       |                                       |                                       |                                         |                                         |                                         |                                         |                                         |                                         |                    |                    |                    |                    |                    |                    |                                                   |                                                   |                                                   |                                                   |                                                   |                                                   |                               |                               |                    |                    |                                   |                                   |                                   |                                   |                                       |                                       |                                       |                                       |                                       |                                       |                                 |                                 |                                 |                                 |  |  |                                |                                |                                |                                | ランカスター公 ジョン・オブ・ゴーント | ランカスター公 ジョン・オブ・ゴーント | ランカスター公 ジョン・オブ・ゴーント | ランカスター公 ジョン・オブ・ゴーント | ランカスター公 ジョン・オブ・ゴーント | ランカスター公 ジョン・オブ・ゴーント |             |             |                            |                            |                            |                            |                                       |                                       |                                       |                                       |                                       |                                       |                        |                        |                        |                        |                        |                        |                                   |                                   |                                   |                                   |                                   |                                   |                                   |                                   |                                     |                                     |                                     |                                     |                                       |                                       |                                       |                                       |                                       |                                       |                                       |                                       |                                       |                                       |  |  |  |  |  |  |  |  |  |  |  |  |  |  |  |  |  |  |  |  |  |  |  |  |  |  |  |  |  |  |  |  |
| エドワード 黒太子 | エドワード 黒太子 | エドワード 黒太子 | エドワード 黒太子 | エドワード 黒太子 | エドワード 黒太子 |  |  | ヨーク公 エドマンド・オブ・ラングリー       | ヨーク公 エドマンド・オブ・ラングリー       | ヨーク公 エドマンド・オブ・ラングリー       | ヨーク公 エドマンド・オブ・ラングリー       | ヨーク公 エドマンド・オブ・ラングリー       | ヨーク公 エドマンド・オブ・ラングリー       |                                       |                                       |                                             |                                             |                                             |                                             | クラレンス公 ライオネル・オブ・アントワープ | クラレンス公 ライオネル・オブ・アントワープ | クラレンス公 ライオネル・オブ・アントワープ | クラレンス公 ライオネル・オブ・アントワープ | クラレンス公 ライオネル・オブ・アントワープ | クラレンス公 ライオネル・オブ・アントワープ |                                       |                                       |                                       |                                       |                                       |                                       |                                       |                                       |                                         |                                         |                                         |                                         |                                         |                                         |                    |                    |                    |                    |                    |                    |                                                   |                                                   |                                                   |                                                   |                                                   |                                                   |                               |                               |                    |                    |                                   |                                   |                                   |                                   |                                       |                                       |                                       |                                       |                                       |                                       |                                 |                                 |                                 |                                 |  |  |                                |                                |                                |                                | ランカスター公 ジョン・オブ・ゴーント | ランカスター公 ジョン・オブ・ゴーント | ランカスター公 ジョン・オブ・ゴーント | ランカスター公 ジョン・オブ・ゴーント | ランカスター公 ジョン・オブ・ゴーント | ランカスター公 ジョン・オブ・ゴーント |             |             |                            |                            |                            |                            |                                       |                                       |                                       |                                       |                                       |                                       |                        |                        |                        |                        |                        |                        |                                   |                                   |                                   |                                   |                                   |                                   |                                   |                                   |                                     |                                     |                                     |                                     |                                       |                                       |                                       |                                       |                                       |                                       |                                       |                                       |                                       |                                       |  |  |  |  |  |  |  |  |  |  |  |  |  |  |  |  |  |  |  |  |  |  |  |  |  |  |  |  |  |  |  |  |
|                   |                   |                   |                   |                   |                   |  |  |                                             |                                             |                                             |                                             |                                             |                                             |                                       |                                       |                                             |                                             |                                             |                                             | アルスター女伯 フィリッパ                   |                                             |                                             |                                             |                                             |                                             |                                       |                                       |                                       |                                       |                                       |                                       |                                       |                                       |                                         |                                         |                                         |                                         |                                         |                                         |                    |                    |                    |                    |                    |                    |                                                   |                                                   |                                                   |                                                   |                                                   |                                                   |                               |                               |                    |                    |                                   |                                   |                                   |                                   |                                       |                                       |                                       |                                       |                                       |                                       |                                 |                                 |                                 |                                 |  |  |                                |                                |                                |                                |                                       |                                       |                                       |                                       |                                       |                                       |             |             |                            |                            |                            |                            |                                       |                                       |                                       |                                       |                                       |                                       |                        |                        |                        |                        |                        |                        |                                   |                                   |                                   |                                   |                                   |                                   |                                   |                                   |                                     |                                     |                                     |                                     |                                       |                                       |                                       |                                       |                                       |                                       |                                       |                                       |                                       |                                       |  |  |  |  |  |  |  |  |  |  |  |  |  |  |  |  |  |  |  |  |  |  |  |  |  |  |  |  |  |  |  |  |
|                   |                   |                   |                   |                   |                   |  |  |                                             |                                             |                                             |                                             |                                             |                                             |                                       |                                       |                                             |                                             |                                             |                                             |                                             |                                             |                                             |                                             |                                             |                                             |                                       |                                       |                                       |                                       |                                       |                                       |                                       |                                       |                                         |                                         |                                         |                                         |                                         |                                         |                    |                    |                    |                    |                    |                    |                                                   |                                                   |                                                   |                                                   |                                                   |                                                   |                               |                               |                    |                    |                                   |                                   |                                   |                                   |                                       |                                       |                                       |                                       |                                       |                                       |                                 |                                 |                                 |                                 |  |  |                                |                                |                                |                                |                                       |                                       |                                       |                                       |                                       |                                       |             |             |                            |                            |                            |                            |                                       |                                       |                                       |                                       |                                       |                                       |                        |                        |                        |                        |                        |                        |                                   |                                   |                                   |                                   |                                   |                                   |                                   |                                   |                                     |                                     |                                     |                                     |                                       |                                       |                                       |                                       |                                       |                                       |                                       |                                       |                                       |                                       |  |  |  |  |  |  |  |  |  |  |  |  |  |  |  |  |  |  |  |  |  |  |  |  |  |  |  |  |  |  |  |  |
|                   |                   |                   |                   |                   |                   |  |  |                                             |                                             |                                             |                                             |                                             |                                             |                                       |                                       |                                             |                                             |                                             |                                             |                                             |                                             |                                             |                                             |                                             |                                             |                                       |                                       |                                       |                                       |                                       |                                       |                                       |                                       |                                         |                                         |                                         |                                         |                                         |                                         |                    |                    |                    |                    |                    |                    |                                                   |                                                   |                                                   |                                                   |                                                   |                                                   |                               |                               |                    |                    |                                   |                                   |                                   |                                   |                                       |                                       |                                       |                                       |                                       |                                       |                                 |                                 |                                 |                                 |  |  |                                |                                |                                |                                |                                       |                                       |                                       |                                       |                                       |                                       |             |             |                            |                            |                            |                            |                                       |                                       |                                       |                                       |                                       |                                       |                        |                        |                        |                        |                        |                        |                                   |                                   |                                   |                                   |                                   |                                   |                                   |                                   |                                     |                                     |                                     |                                     |                                       |                                       |                                       |                                       |                                       |                                       |                                       |                                       |                                       |                                       |  |  |  |  |  |  |  |  |  |  |  |  |  |  |  |  |  |  |  |  |  |  |  |  |  |  |  |  |  |  |  |  |
|                   |                   |                   |                   |                   |                   |  |  |                                             |                                             |                                             |                                             |                                             |                                             |                                       |                                       |                                             |                                             |                                             |                                             |                                             |                                             |                                             |                                             |                                             |                                             |                                       |                                       |                                       |                                       |                                       |                                       |                                       |                                       |                                         |                                         |                                         |                                         |                                         |                                         |                    |                    |                    |                    |                    |                    |                                                   |                                                   |                                                   |                                                   |                                                   |                                                   |                               |                               |                    |                    |                                   |                                   |                                   |                                   |                                       |                                       |                                       |                                       |                                       |                                       |                                 |                                 |                                 |                                 |  |  |                                |                                |                                |                                |                                       |                                       |                                       |                                       |                                       |                                       |             |             |                            |                            |                            |                            |                                       |                                       |                                       |                                       |                                       |                                       |                        |                        |                        |                        |                        |                        |                                   |                                   |                                   |                                   |                                   |                                   |                                   |                                   |                                     |                                     |                                     |                                     |                                       |                                       |                                       |                                       |                                       |                                       |                                       |                                       |                                       |                                       |  |  |  |  |  |  |  |  |  |  |  |  |  |  |  |  |  |  |  |  |  |  |  |  |  |  |  |  |  |  |  |  |
| リチャード2世     | リチャード2世     | リチャード2世     | リチャード2世     | リチャード2世     | リチャード2世     |  |  |                                             |                                             |                                             |                                             |                                             |                                             |                                       |                                       | マーチ伯 ロジャー・モーティマー             | マーチ伯 ロジャー・モーティマー             | マーチ伯 ロジャー・モーティマー             | マーチ伯 ロジャー・モーティマー             | マーチ伯 ロジャー・モーティマー             | マーチ伯 ロジャー・モーティマー             |                                             |                                             | エリザベス・モーティマー                    | エリザベス・モーティマー                    | エリザベス・モーティマー              | エリザベス・モーティマー              | エリザベス・モーティマー              | エリザベス・モーティマー              |                                       |                                       |                                       |                                       |                                         |                                         |                                         |                                         |                                         |                                         |                    |                    |                    |                    |                    |                    | ウェストモーランド伯爵夫人 ジョウン・ボーフォート | ウェストモーランド伯爵夫人 ジョウン・ボーフォート | ウェストモーランド伯爵夫人 ジョウン・ボーフォート | ウェストモーランド伯爵夫人 ジョウン・ボーフォート | ウェストモーランド伯爵夫人 ジョウン・ボーフォート | ウェストモーランド伯爵夫人 ジョウン・ボーフォート |                               |                               |                    |                    |                                   |                                   |                                   |                                   |                                       |                                       |                                       |                                       |                                       |                                       |                                 |                                 |                                 |                                 |  |  |                                |                                |                                |                                | ヘンリー4世 ボリングブルック          | ヘンリー4世 ボリングブルック          | ヘンリー4世 ボリングブルック          | ヘンリー4世 ボリングブルック          | ヘンリー4世 ボリングブルック          | ヘンリー4世 ボリングブルック          |             |             |                            |                            |                            |                            |                                       |                                       |                                       |                                       |                                       |                                       |                        |                        |                        |                        |                        |                        |                                   |                                   |                                   |                                   |                                   |                                   | サマセット伯 ジョン・ボーフォート | サマセット伯 ジョン・ボーフォート | サマセット伯 ジョン・ボーフォート   | サマセット伯 ジョン・ボーフォート   | サマセット伯 ジョン・ボーフォート   | サマセット伯 ジョン・ボーフォート   |                                       |                                       |                                       |                                       |                                       |                                       |                                       |                                       |                                       |                                       |  |  |  |  |  |  |  |  |  |  |  |  |  |  |  |  |  |  |  |  |  |  |  |  |  |  |  |  |  |  |  |  |
| リチャード2世     | リチャード2世     | リチャード2世     | リチャード2世     | リチャード2世     | リチャード2世     |  |  |                                             |                                             |                                             |                                             |                                             |                                             |                                       |                                       | マーチ伯 ロジャー・モーティマー             | マーチ伯 ロジャー・モーティマー             | マーチ伯 ロジャー・モーティマー             | マーチ伯 ロジャー・モーティマー             | マーチ伯 ロジャー・モーティマー             | マーチ伯 ロジャー・モーティマー             |                                             |                                             | エリザベス・モーティマー                    | エリザベス・モーティマー                    | エリザベス・モーティマー              | エリザベス・モーティマー              | エリザベス・モーティマー              | エリザベス・モーティマー              |                                       |                                       |                                       |                                       |                                         |                                         |                                         |                                         |                                         |                                         |                    |                    |                    |                    |                    |                    | ウェストモーランド伯爵夫人 ジョウン・ボーフォート | ウェストモーランド伯爵夫人 ジョウン・ボーフォート | ウェストモーランド伯爵夫人 ジョウン・ボーフォート | ウェストモーランド伯爵夫人 ジョウン・ボーフォート | ウェストモーランド伯爵夫人 ジョウン・ボーフォート | ウェストモーランド伯爵夫人 ジョウン・ボーフォート |                               |                               |                    |                    |                                   |                                   |                                   |                                   |                                       |                                       |                                       |                                       |                                       |                                       |                                 |                                 |                                 |                                 |  |  |                                |                                |                                |                                | ヘンリー4世 ボリングブルック          | ヘンリー4世 ボリングブルック          | ヘンリー4世 ボリングブルック          | ヘンリー4世 ボリングブルック          | ヘンリー4世 ボリングブルック          | ヘンリー4世 ボリングブルック          |             |             |                            |                            |                            |                            |                                       |                                       |                                       |                                       |                                       |                                       |                        |                        |                        |                        |                        |                        |                                   |                                   |                                   |                                   |                                   |                                   | サマセット伯 ジョン・ボーフォート | サマセット伯 ジョン・ボーフォート | サマセット伯 ジョン・ボーフォート   | サマセット伯 ジョン・ボーフォート   | サマセット伯 ジョン・ボーフォート   | サマセット伯 ジョン・ボーフォート   |                                       |                                       |                                       |                                       |                                       |                                       |                                       |                                       |                                       |                                       |  |  |  |  |  |  |  |  |  |  |  |  |  |  |  |  |  |  |  |  |  |  |  |  |  |  |  |  |  |  |  |  |
|                   |                   |                   |                   |                   |                   |  |  |                                             |                                             |                                             |                                             |                                             |                                             |                                       |                                       |                                             |                                             |                                             |                                             |                                             |                                             |                                             |                                             |                                             |                                             |                                       |                                       |                                       |                                       |                                       |                                       |                                       |                                       |                                         |                                         |                                         |                                         |                                         |                                         |                    |                    |                    |                    |                    |                    |                                                   |                                                   |                                                   |                                                   |                                                   |                                                   |                               |                               |                    |                    |                                   |                                   |                                   |                                   |                                       |                                       |                                       |                                       |                                       |                                       |                                 |                                 |                                 |                                 |  |  |                                |                                |                                |                                |                                       |                                       |                                       |                                       |                                       |                                       |             |             |                            |                            |                            |                            |                                       |                                       |                                       |                                       |                                       |                                       |                        |                        |                        |                        |                        |                        |                                   |                                   |                                   |                                   |                                   |                                   |                                   |                                   |                                     |                                     |                                     |                                     |                                       |                                       |                                       |                                       |                                       |                                       |                                       |                                       |                                       |                                       |  |  |  |  |  |  |  |  |  |  |  |  |  |  |  |  |  |  |  |  |  |  |  |  |  |  |  |  |  |  |  |  |
|                   |                   |                   |                   |                   |                   |  |  | ケンブリッジ伯 リチャード・オブ・コニスバラ | ケンブリッジ伯 リチャード・オブ・コニスバラ | ケンブリッジ伯 リチャード・オブ・コニスバラ | ケンブリッジ伯 リチャード・オブ・コニスバラ | ケンブリッジ伯 リチャード・オブ・コニスバラ | ケンブリッジ伯 リチャード・オブ・コニスバラ |                                       |                                       | アン・モーティマー                          | アン・モーティマー                          | アン・モーティマー                          | アン・モーティマー                          | アン・モーティマー                          | アン・モーティマー                          |                                             |                                             | ノーサンバランド伯 ヘンリー・パーシー       | ノーサンバランド伯 ヘンリー・パーシー       | ノーサンバランド伯 ヘンリー・パーシー | ノーサンバランド伯 ヘンリー・パーシー | ノーサンバランド伯 ヘンリー・パーシー | ノーサンバランド伯 ヘンリー・パーシー |                                       |                                       | エレノア・ネヴィル                    | エレノア・ネヴィル                    | エレノア・ネヴィル                      | エレノア・ネヴィル                      | エレノア・ネヴィル                      | エレノア・ネヴィル                      |                                         |                                         |                    |                    |                    |                    |                    |                    |                                                   |                                                   | ケント伯 ウィリアム・ネヴィル                     | ケント伯 ウィリアム・ネヴィル                     | ケント伯 ウィリアム・ネヴィル                     | ケント伯 ウィリアム・ネヴィル                     | ケント伯 ウィリアム・ネヴィル | ケント伯 ウィリアム・ネヴィル |                    |                    |                                   |                                   |                                   |                                   | ソールズベリー伯 リチャード・ネヴィル | ソールズベリー伯 リチャード・ネヴィル | ソールズベリー伯 リチャード・ネヴィル | ソールズベリー伯 リチャード・ネヴィル | ソールズベリー伯 リチャード・ネヴィル | ソールズベリー伯 リチャード・ネヴィル |                                 |                                 |                                 |                                 |  |  |                                |                                |                                |                                | ヘンリー5世                           | ヘンリー5世                           | ヘンリー5世                           | ヘンリー5世                           | ヘンリー5世                           | ヘンリー5世                           |             |             | キャサリン・オブ・ヴァロワ | キャサリン・オブ・ヴァロワ | キャサリン・オブ・ヴァロワ | キャサリン・オブ・ヴァロワ | キャサリン・オブ・ヴァロワ            | キャサリン・オブ・ヴァロワ            |                                       |                                       | オウエン・テューダー                  | オウエン・テューダー                  | オウエン・テューダー   | オウエン・テューダー   | オウエン・テューダー   | オウエン・テューダー   |                        |                        | サマセット公 ジョン・ボーフォート | サマセット公 ジョン・ボーフォート | サマセット公 ジョン・ボーフォート | サマセット公 ジョン・ボーフォート | サマセット公 ジョン・ボーフォート | サマセット公 ジョン・ボーフォート |                                   |                                   |                                     |                                     |                                     |                                     | サマセット公 エドムンド・ボーフォート | サマセット公 エドムンド・ボーフォート | サマセット公 エドムンド・ボーフォート | サマセット公 エドムンド・ボーフォート | サマセット公 エドムンド・ボーフォート | サマセット公 エドムンド・ボーフォート |                                       |                                       |                                       |                                       |  |  |  |  |  |  |  |  |  |  |  |  |  |  |  |  |  |  |  |  |  |  |  |  |  |  |  |  |  |  |  |  |
|                   |                   |                   |                   |                   |                   |  |  | ケンブリッジ伯 リチャード・オブ・コニスバラ | ケンブリッジ伯 リチャード・オブ・コニスバラ | ケンブリッジ伯 リチャード・オブ・コニスバラ | ケンブリッジ伯 リチャード・オブ・コニスバラ | ケンブリッジ伯 リチャード・オブ・コニスバラ | ケンブリッジ伯 リチャード・オブ・コニスバラ |                                       |                                       | アン・モーティマー                          | アン・モーティマー                          | アン・モーティマー                          | アン・モーティマー                          | アン・モーティマー                          | アン・モーティマー                          |                                             |                                             | ノーサンバランド伯 ヘンリー・パーシー       | ノーサンバランド伯 ヘンリー・パーシー       | ノーサンバランド伯 ヘンリー・パーシー | ノーサンバランド伯 ヘンリー・パーシー | ノーサンバランド伯 ヘンリー・パーシー | ノーサンバランド伯 ヘンリー・パーシー |                                       |                                       | エレノア・ネヴィル                    | エレノア・ネヴィル                    | エレノア・ネヴィル                      | エレノア・ネヴィル                      | エレノア・ネヴィル                      | エレノア・ネヴィル                      |                                         |                                         |                    |                    |                    |                    |                    |                    |                                                   |                                                   | ケント伯 ウィリアム・ネヴィル                     | ケント伯 ウィリアム・ネヴィル                     | ケント伯 ウィリアム・ネヴィル                     | ケント伯 ウィリアム・ネヴィル                     | ケント伯 ウィリアム・ネヴィル | ケント伯 ウィリアム・ネヴィル |                    |                    |                                   |                                   |                                   |                                   | ソールズベリー伯 リチャード・ネヴィル | ソールズベリー伯 リチャード・ネヴィル | ソールズベリー伯 リチャード・ネヴィル | ソールズベリー伯 リチャード・ネヴィル | ソールズベリー伯 リチャード・ネヴィル | ソールズベリー伯 リチャード・ネヴィル |                                 |                                 |                                 |                                 |  |  |                                |                                |                                |                                | ヘンリー5世                           | ヘンリー5世                           | ヘンリー5世                           | ヘンリー5世                           | ヘンリー5世                           | ヘンリー5世                           |             |             | キャサリン・オブ・ヴァロワ | キャサリン・オブ・ヴァロワ | キャサリン・オブ・ヴァロワ | キャサリン・オブ・ヴァロワ | キャサリン・オブ・ヴァロワ            | キャサリン・オブ・ヴァロワ            |                                       |                                       | オウエン・テューダー                  | オウエン・テューダー                  | オウエン・テューダー   | オウエン・テューダー   | オウエン・テューダー   | オウエン・テューダー   |                        |                        | サマセット公 ジョン・ボーフォート | サマセット公 ジョン・ボーフォート | サマセット公 ジョン・ボーフォート | サマセット公 ジョン・ボーフォート | サマセット公 ジョン・ボーフォート | サマセット公 ジョン・ボーフォート |                                   |                                   |                                     |                                     |                                     |                                     | サマセット公 エドムンド・ボーフォート | サマセット公 エドムンド・ボーフォート | サマセット公 エドムンド・ボーフォート | サマセット公 エドムンド・ボーフォート | サマセット公 エドムンド・ボーフォート | サマセット公 エドムンド・ボーフォート |                                       |                                       |                                       |                                       |  |  |  |  |  |  |  |  |  |  |  |  |  |  |  |  |  |  |  |  |  |  |  |  |  |  |  |  |  |  |  |  |
|                   |                   |                   |                   |                   |                   |  |  |                                             |                                             |                                             |                                             |                                             |                                             |                                       |                                       |                                             |                                             |                                             |                                             |                                             |                                             |                                             |                                             |                                             |                                             |                                       |                                       |                                       |                                       |                                       |                                       |                                       |                                       |                                         |                                         |                                         |                                         |                                         |                                         |                    |                    |                    |                    |                    |                    |                                                   |                                                   |                                                   |                                                   |                                                   |                                                   |                               |                               |                    |                    |                                   |                                   |                                   |                                   |                                       |                                       |                                       |                                       |                                       |                                       |                                 |                                 |                                 |                                 |  |  |                                |                                |                                |                                |                                       |                                       |                                       |                                       |                                       |                                       |             |             |                            |                            |                            |                            |                                       |                                       |                                       |                                       |                                       |                                       |                        |                        |                        |                        |                        |                        |                                   |                                   |                                   |                                   |                                   |                                   |                                   |                                   |                                     |                                     |                                     |                                     |                                       |                                       |                                       |                                       |                                       |                                       |                                       |                                       |                                       |                                       |  |  |  |  |  |  |  |  |  |  |  |  |  |  |  |  |  |  |  |  |  |  |  |  |  |  |  |  |  |  |  |  |
|                   |                   |                   |                   |                   |                   |  |  |                                             |                                             |                                             |                                             |                                             |                                             |                                       |                                       |                                             |                                             |                                             |                                             |                                             |                                             |                                             |                                             |                                             |                                             |                                       |                                       |                                       |                                       |                                       |                                       |                                       |                                       |                                         |                                         |                                         |                                         |                                         |                                         |                    |                    |                    |                    |                    |                    |                                                   |                                                   |                                                   |                                                   |                                                   |                                                   |                               |                               |                    |                    |                                   |                                   |                                   |                                   |                                       |                                       |                                       |                                       |                                       |                                       |                                 |                                 |                                 |                                 |  |  |                                |                                |                                |                                |                                       |                                       |                                       |                                       |                                       |                                       |             |             |                            |                            |                            |                            |                                       |                                       |                                       |                                       |                                       |                                       |                        |                        |                        |                        |                        |                        |                                   |                                   |                                   |                                   |                                   |                                   |                                   |                                   |                                     |                                     |                                     |                                     |                                       |                                       |                                       |                                       |                                       |                                       |                                       |                                       |                                       |                                       |  |  |  |  |  |  |  |  |  |  |  |  |  |  |  |  |  |  |  |  |  |  |  |  |  |  |  |  |  |  |  |  |
|                   |                   |                   |                   |                   |                   |  |  |                                             |                                             |                                             |                                             | ヨーク公 リチャード・プランタジネット       | ヨーク公 リチャード・プランタジネット       | ヨーク公 リチャード・プランタジネット | ヨーク公 リチャード・プランタジネット | ヨーク公 リチャード・プランタジネット       | ヨーク公 リチャード・プランタジネット       |                                             |                                             |                                             |                                             |                                             |                                             |                                             |                                             |                                       |                                       | ノーサンバランド伯 ヘンリー・パーシー | ノーサンバランド伯 ヘンリー・パーシー | ノーサンバランド伯 ヘンリー・パーシー | ノーサンバランド伯 ヘンリー・パーシー | ノーサンバランド伯 ヘンリー・パーシー | ノーサンバランド伯 ヘンリー・パーシー |                                         |                                         |                                         |                                         |                                         |                                         | セシリー・ネヴィル | セシリー・ネヴィル | セシリー・ネヴィル | セシリー・ネヴィル | セシリー・ネヴィル | セシリー・ネヴィル |                                                   |                                                   | トマス・ネヴィル                                  | トマス・ネヴィル                                  | トマス・ネヴィル                                  | トマス・ネヴィル                                  | トマス・ネヴィル              | トマス・ネヴィル              |                    |                    | ウォリック伯 リチャード・ネヴィル | ウォリック伯 リチャード・ネヴィル | ウォリック伯 リチャード・ネヴィル | ウォリック伯 リチャード・ネヴィル | ウォリック伯 リチャード・ネヴィル     | ウォリック伯 リチャード・ネヴィル     |                                       |                                       | モンターギュ侯 ジョン・ネヴィル       | モンターギュ侯 ジョン・ネヴィル       | モンターギュ侯 ジョン・ネヴィル | モンターギュ侯 ジョン・ネヴィル | モンターギュ侯 ジョン・ネヴィル | モンターギュ侯 ジョン・ネヴィル |  |  | マーガレット・オブ・アンジュー | マーガレット・オブ・アンジュー | マーガレット・オブ・アンジュー | マーガレット・オブ・アンジュー | マーガレット・オブ・アンジュー        | マーガレット・オブ・アンジュー        |                                       |                                       | ヘンリー6世                           | ヘンリー6世                           | ヘンリー6世 | ヘンリー6世 | ヘンリー6世                | ヘンリー6世                |                            |                            | リッチモンド伯 エドマンド・テューダー | リッチモンド伯 エドマンド・テューダー | リッチモンド伯 エドマンド・テューダー | リッチモンド伯 エドマンド・テューダー | リッチモンド伯 エドマンド・テューダー | リッチモンド伯 エドマンド・テューダー |                        |                        |                        |                        |                        |                        | マーガレット・ボーフォート        | マーガレット・ボーフォート        | マーガレット・ボーフォート        | マーガレット・ボーフォート        | マーガレット・ボーフォート        | マーガレット・ボーフォート        |                                   |                                   | サマセット公 ヘンリー・ボーフォート | サマセット公 ヘンリー・ボーフォート | サマセット公 ヘンリー・ボーフォート | サマセット公 ヘンリー・ボーフォート | サマセット公 ヘンリー・ボーフォート   | サマセット公 ヘンリー・ボーフォート   |                                       |                                       | サマセット公 エドムンド・ボーフォート | サマセット公 エドムンド・ボーフォート | サマセット公 エドムンド・ボーフォート | サマセット公 エドムンド・ボーフォート | サマセット公 エドムンド・ボーフォート | サマセット公 エドムンド・ボーフォート |  |  |  |  |  |  |  |  |  |  |  |  |  |  |  |  |  |  |  |  |  |  |  |  |  |  |  |  |  |  |  |  |
|                   |                   |                   |                   |                   |                   |  |  |                                             |                                             |                                             |                                             | ヨーク公 リチャード・プランタジネット       | ヨーク公 リチャード・プランタジネット       | ヨーク公 リチャード・プランタジネット | ヨーク公 リチャード・プランタジネット | ヨーク公 リチャード・プランタジネット       | ヨーク公 リチャード・プランタジネット       |                                             |                                             |                                             |                                             |                                             |                                             |                                             |                                             |                                       |                                       | ノーサンバランド伯 ヘンリー・パーシー | ノーサンバランド伯 ヘンリー・パーシー | ノーサンバランド伯 ヘンリー・パーシー | ノーサンバランド伯 ヘンリー・パーシー | ノーサンバランド伯 ヘンリー・パーシー | ノーサンバランド伯 ヘンリー・パーシー |                                         |                                         |                                         |                                         |                                         |                                         | セシリー・ネヴィル | セシリー・ネヴィル | セシリー・ネヴィル | セシリー・ネヴィル | セシリー・ネヴィル | セシリー・ネヴィル |                                                   |                                                   | トマス・ネヴィル                                  | トマス・ネヴィル                                  | トマス・ネヴィル                                  | トマス・ネヴィル                                  | トマス・ネヴィル              | トマス・ネヴィル              |                    |                    | ウォリック伯 リチャード・ネヴィル | ウォリック伯 リチャード・ネヴィル | ウォリック伯 リチャード・ネヴィル | ウォリック伯 リチャード・ネヴィル | ウォリック伯 リチャード・ネヴィル     | ウォリック伯 リチャード・ネヴィル     |                                       |                                       | モンターギュ侯 ジョン・ネヴィル       | モンターギュ侯 ジョン・ネヴィル       | モンターギュ侯 ジョン・ネヴィル | モンターギュ侯 ジョン・ネヴィル | モンターギュ侯 ジョン・ネヴィル | モンターギュ侯 ジョン・ネヴィル |  |  | マーガレット・オブ・アンジュー | マーガレット・オブ・アンジュー | マーガレット・オブ・アンジュー | マーガレット・オブ・アンジュー | マーガレット・オブ・アンジュー        | マーガレット・オブ・アンジュー        |                                       |                                       | ヘンリー6世                           | ヘンリー6世                           | ヘンリー6世 | ヘンリー6世 | ヘンリー6世                | ヘンリー6世                |                            |                            | リッチモンド伯 エドマンド・テューダー | リッチモンド伯 エドマンド・テューダー | リッチモンド伯 エドマンド・テューダー | リッチモンド伯 エドマンド・テューダー | リッチモンド伯 エドマンド・テューダー | リッチモンド伯 エドマンド・テューダー |                        |                        |                        |                        |                        |                        | マーガレット・ボーフォート        | マーガレット・ボーフォート        | マーガレット・ボーフォート        | マーガレット・ボーフォート        | マーガレット・ボーフォート        | マーガレット・ボーフォート        |                                   |                                   | サマセット公 ヘンリー・ボーフォート | サマセット公 ヘンリー・ボーフォート | サマセット公 ヘンリー・ボーフォート | サマセット公 ヘンリー・ボーフォート | サマセット公 ヘンリー・ボーフォート   | サマセット公 ヘンリー・ボーフォート   |                                       |                                       | サマセット公 エドムンド・ボーフォート | サマセット公 エドムンド・ボーフォート | サマセット公 エドムンド・ボーフォート | サマセット公 エドムンド・ボーフォート | サマセット公 エドムンド・ボーフォート | サマセット公 エドムンド・ボーフォート |  |  |  |  |  |  |  |  |  |  |  |  |  |  |  |  |  |  |  |  |  |  |  |  |  |  |  |  |  |  |  |  |
|                   |                   |                   |                   |                   |                   |  |  |                                             |                                             |                                             |                                             |                                             |                                             |                                       |                                       |                                             |                                             |                                             |                                             |                                             |                                             |                                             |                                             |                                             |                                             |                                       |                                       |                                       |                                       |                                       |                                       |                                       |                                       |                                         |                                         |                                         |                                         |                                         |                                         |                    |                    |                    |                    |                    |                    |                                                   |                                                   |                                                   |                                                   |                                                   |                                                   |                               |                               |                    |                    |                                   |                                   |                                   |                                   |                                       |                                       |                                       |                                       |                                       |                                       |                                 |                                 |                                 |                                 |  |  |                                |                                |                                |                                |                                       |                                       |                                       |                                       |                                       |                                       |             |             |                            |                            |                            |                            |                                       |                                       |                                       |                                       |                                       |                                       |                        |                        |                        |                        |                        |                        |                                   |                                   |                                   |                                   |                                   |                                   |                                   |                                   |                                     |                                     |                                     |                                     |                                       |                                       |                                       |                                       |                                       |                                       |                                       |                                       |                                       |                                       |  |  |  |  |  |  |  |  |  |  |  |  |  |  |  |  |  |  |  |  |  |  |  |  |  |  |  |  |  |  |  |  |
|                   |                   |                   |                   |                   |                   |  |  |                                             |                                             |                                             |                                             |                                             |                                             |                                       |                                       |                                             |                                             |                                             |                                             |                                             |                                             |                                             |                                             |                                             |                                             |                                       |                                       |                                       |                                       |                                       |                                       |                                       |                                       |                                         |                                         |                                         |                                         |                                         |                                         |                    |                    |                    |                    |                    |                    |                                                   |                                                   |                                                   |                                                   |                                                   |                                                   |                               |                               |                    |                    |                                   |                                   |                                   |                                   |                                       |                                       |                                       |                                       |                                       |                                       |                                 |                                 |                                 |                                 |  |  |                                |                                |                                |                                |                                       |                                       |                                       |                                       |                                       |                                       |             |             |                            |                            |                            |                            |                                       |                                       |                                       |                                       |                                       |                                       |                        |                        |                        |                        |                        |                        |                                   |                                   |                                   |                                   |                                   |                                   |                                   |                                   |                                     |                                     |                                     |                                     |                                       |                                       |                                       |                                       |                                       |                                       |                                       |                                       |                                       |                                       |  |  |  |  |  |  |  |  |  |  |  |  |  |  |  |  |  |  |  |  |  |  |  |  |  |  |  |  |  |  |  |  |
|                   |                   |                   |                   |                   |                   |  |  |                                             |                                             | エリザベス・ウッドヴィル                    | エリザベス・ウッドヴィル                    | エリザベス・ウッドヴィル                    | エリザベス・ウッドヴィル                    | エリザベス・ウッドヴィル              | エリザベス・ウッドヴィル              |                                             |                                             | エドワード4世                               | エドワード4世                               | エドワード4世                               | エドワード4世                               | エドワード4世                               | エドワード4世                               |                                             |                                             | リチャード3世                         | リチャード3世                         | リチャード3世                         | リチャード3世                         | リチャード3世                         | リチャード3世                         |                                       |                                       | クラレンス公 ジョージ・プランタジネット | クラレンス公 ジョージ・プランタジネット | クラレンス公 ジョージ・プランタジネット | クラレンス公 ジョージ・プランタジネット | クラレンス公 ジョージ・プランタジネット | クラレンス公 ジョージ・プランタジネット |                    |                    |                    |                    |                    |                    |                                                   |                                                   |                                                   |                                                   |                                                   |                                                   | イザベル・ネヴィル            | イザベル・ネヴィル            | イザベル・ネヴィル | イザベル・ネヴィル | イザベル・ネヴィル                | イザベル・ネヴィル                |                                   |                                   | アン・ネヴィル                        | アン・ネヴィル                        | アン・ネヴィル                        | アン・ネヴィル                        | アン・ネヴィル                        | アン・ネヴィル                        |                                 |                                 |                                 |                                 |  |  |                                |                                |                                |                                | エドワード・オブ・ ウェストミンスター | エドワード・オブ・ ウェストミンスター | エドワード・オブ・ ウェストミンスター | エドワード・オブ・ ウェストミンスター | エドワード・オブ・ ウェストミンスター | エドワード・オブ・ ウェストミンスター |             |             |                            |                            |                            |                            |                                       |                                       |                                       |                                       |                                       |                                       |                        |                        |                        |                        |                        |                        |                                   |                                   |                                   |                                   |                                   |                                   |                                   |                                   |                                     |                                     |                                     |                                     |                                       |                                       |                                       |                                       |                                       |                                       |                                       |                                       |                                       |                                       |  |  |  |  |  |  |  |  |  |  |  |  |  |  |  |  |  |  |  |  |  |  |  |  |  |  |  |  |  |  |  |  |
|                   |                   |                   |                   |                   |                   |  |  |                                             |                                             | エリザベス・ウッドヴィル                    | エリザベス・ウッドヴィル                    | エリザベス・ウッドヴィル                    | エリザベス・ウッドヴィル                    | エリザベス・ウッドヴィル              | エリザベス・ウッドヴィル              |                                             |                                             | エドワード4世                               | エドワード4世                               | エドワード4世                               | エドワード4世                               | エドワード4世                               | エドワード4世                               |                                             |                                             | リチャード3世                         | リチャード3世                         | リチャード3世                         | リチャード3世                         | リチャード3世                         | リチャード3世                         |                                       |                                       | クラレンス公 ジョージ・プランタジネット | クラレンス公 ジョージ・プランタジネット | クラレンス公 ジョージ・プランタジネット | クラレンス公 ジョージ・プランタジネット | クラレンス公 ジョージ・プランタジネット | クラレンス公 ジョージ・プランタジネット |                    |                    |                    |                    |                    |                    |                                                   |                                                   |                                                   |                                                   |                                                   |                                                   | イザベル・ネヴィル            | イザベル・ネヴィル            | イザベル・ネヴィル | イザベル・ネヴィル | イザベル・ネヴィル                | イザベル・ネヴィル                |                                   |                                   | アン・ネヴィル                        | アン・ネヴィル                        | アン・ネヴィル                        | アン・ネヴィル                        | アン・ネヴィル                        | アン・ネヴィル                        |                                 |                                 |                                 |                                 |  |  |                                |                                |                                |                                | エドワード・オブ・ ウェストミンスター | エドワード・オブ・ ウェストミンスター | エドワード・オブ・ ウェストミンスター | エドワード・オブ・ ウェストミンスター | エドワード・オブ・ ウェストミンスター | エドワード・オブ・ ウェストミンスター |             |             |                            |                            |                            |                            |                                       |                                       |                                       |                                       |                                       |                                       |                        |                        |                        |                        |                        |                        |                                   |                                   |                                   |                                   |                                   |                                   |                                   |                                   |                                     |                                     |                                     |                                     |                                       |                                       |                                       |                                       |                                       |                                       |                                       |                                       |                                       |                                       |  |  |  |  |  |  |  |  |  |  |  |  |  |  |  |  |  |  |  |  |  |  |  |  |  |  |  |  |  |  |  |  |
|                   |                   |                   |                   |                   |                   |  |  |                                             |                                             |                                             |                                             |                                             |                                             |                                       |                                       |                                             |                                             |                                             |                                             |                                             |                                             |                                             |                                             |                                             |                                             |                                       |                                       |                                       |                                       |                                       |                                       |                                       |                                       |                                         |                                         |                                         |                                         |                                         |                                         |                    |                    |                    |                    |                    |                    |                                                   |                                                   |                                                   |                                                   |                                                   |                                                   |                               |                               |                    |                    |                                   |                                   |                                   |                                   |                                       |                                       |                                       |                                       |                                       |                                       |                                 |                                 |                                 |                                 |  |  |                                |                                |                                |                                |                                       |                                       |                                       |                                       |                                       |                                       |             |             |                            |                            |                            |                            |                                       |                                       |                                       |                                       |                                       |                                       |                        |                        |                        |                        |                        |                        |                                   |                                   |                                   |                                   |                                   |                                   |                                   |                                   |                                     |                                     |                                     |                                     |                                       |                                       |                                       |                                       |                                       |                                       |                                       |                                       |                                       |                                       |  |  |  |  |  |  |  |  |  |  |  |  |  |  |  |  |  |  |  |  |  |  |  |  |  |  |  |  |  |  |  |  |
|                   |                   |                   |                   |                   |                   |  |  |                                             |                                             |                                             |                                             |                                             |                                             |                                       |                                       |                                             |                                             |                                             |                                             |                                             |                                             |                                             |                                             |                                             |                                             |                                       |                                       |                                       |                                       |                                       |                                       |                                       |                                       |                                         |                                         |                                         |                                         |                                         |                                         |                    |                    |                    |                    |                    |                    |                                                   |                                                   |                                                   |                                                   |                                                   |                                                   |                               |                               |                    |                    |                                   |                                   |                                   |                                   |                                       |                                       |                                       |                                       |                                       |                                       |                                 |                                 |                                 |                                 |  |  |                                |                                |                                |                                |                                       |                                       |                                       |                                       |                                       |                                       |             |             |                            |                            |                            |                            |                                       |                                       |                                       |                                       |                                       |                                       |                        |                        |                        |                        |                        |                        |                                   |                                   |                                   |                                   |                                   |                                   |                                   |                                   |                                     |                                     |                                     |                                     |                                       |                                       |                                       |                                       |                                       |                                       |                                       |                                       |                                       |                                       |  |  |  |  |  |  |  |  |  |  |  |  |  |  |  |  |  |  |  |  |  |  |  |  |  |  |  |  |  |  |  |  |
|                   |                   |                   |                   |                   |                   |  |  | エドワード5世                               | エドワード5世                               | エドワード5世                               | エドワード5世                               | エドワード5世                               | エドワード5世                               |                                       |                                       | ヨーク公 リチャード・オブ・シュルーズベリー | ヨーク公 リチャード・オブ・シュルーズベリー | ヨーク公 リチャード・オブ・シュルーズベリー | ヨーク公 リチャード・オブ・シュルーズベリー | ヨーク公 リチャード・オブ・シュルーズベリー | ヨーク公 リチャード・オブ・シュルーズベリー |                                             |                                             | エリザベス・オブ・ヨーク                    | エリザベス・オブ・ヨーク                    | エリザベス・オブ・ヨーク              | エリザベス・オブ・ヨーク              | エリザベス・オブ・ヨーク              | エリザベス・オブ・ヨーク              |                                       |                                       |                                       |                                       |                                         |                                         |                                         |                                         |                                         |                                         |                    |                    |                    |                    |                    |                    |                                                   |                                                   |                                                   |                                                   |                                                   |                                                   |                               |                               |                    |                    |                                   |                                   |                                   |                                   |                                       |                                       |                                       |                                       |                                       |                                       |                                 |                                 |                                 |                                 |  |  |                                |                                |                                |                                |                                       |                                       |                                       |                                       |                                       |                                       |             |             |                            |                            |                            |                            |                                       |                                       |                                       |                                       |                                       |                                       | ヘンリー7世 テューダー | ヘンリー7世 テューダー | ヘンリー7世 テューダー | ヘンリー7世 テューダー | ヘンリー7世 テューダー | ヘンリー7世 テューダー |                                   |                                   |                                   |                                   |                                   |                                   |                                   |                                   |                                     |                                     |                                     |                                     |                                       |                                       |                                       |                                       |                                       |                                       |                                       |                                       |                                       |                                       |  |  |  |  |  |  |  |  |  |  |  |  |  |  |  |  |  |  |  |  |  |  |  |  |  |  |  |  |  |  |  |  |
|                   |                   |                   |                   |                   |                   |  |  | エドワード5世                               | エドワード5世                               | エドワード5世                               | エドワード5世                               | エドワード5世                               | エドワード5世                               |                                       |                                       | ヨーク公 リチャード・オブ・シュルーズベリー | ヨーク公 リチャード・オブ・シュルーズベリー | ヨーク公 リチャード・オブ・シュルーズベリー | ヨーク公 リチャード・オブ・シュルーズベリー | ヨーク公 リチャード・オブ・シュルーズベリー | ヨーク公 リチャード・オブ・シュルーズベリー |                                             |                                             | エリザベス・オブ・ヨーク                    | エリザベス・オブ・ヨーク                    | エリザベス・オブ・ヨーク              | エリザベス・オブ・ヨーク              | エリザベス・オブ・ヨーク              | エリザベス・オブ・ヨーク              |                                       |                                       |                                       |                                       |                                         |                                         |                                         |                                         |                                         |                                         |                    |                    |                    |                    |                    |                    |                                                   |                                                   |                                                   |                                                   |                                                   |                                                   |                               |                               |                    |                    |                                   |                                   |                                   |                                   |                                       |                                       |                                       |                                       |                                       |                                       |                                 |                                 |                                 |                                 |  |  |                                |                                |                                |                                |                                       |                                       |                                       |                                       |                                       |                                       |             |             |                            |                            |                            |                            |                                       |                                       |                                       |                                       |                                       |                                       | ヘンリー7世 テューダー | ヘンリー7世 テューダー | ヘンリー7世 テューダー | ヘンリー7世 テューダー | ヘンリー7世 テューダー | ヘンリー7世 テューダー |                                   |                                   |                                   |                                   |                                   |                                   |                                   |                                   |                                     |                                     |                                     |                                     |                                       |                                       |                                       |                                       |                                       |                                       |                                       |                                       |                                       |                                       |  |  |  |  |  |  |  |  |  |  |  |  |  |  |  |  |  |  |  |  |  |  |  |  |  |  |  |  |  |  |  |  |
|                   |                   |                   |                   |                   |                   |  |  |                                             |                                             |                                             |                                             |                                             |                                             |                                       |                                       |                                             |                                             |                                             |                                             |                                             |                                             |                                             |                                             |                                             |                                             |                                       |                                       |                                       |                                       |                                       |                                       |                                       |                                       |                                         |                                         |                                         |                                         |                                         |                                         |                    |                    |                    |                    |                    |                    |                                                   |                                                   |                                                   |                                                   |                                                   |                                                   |                               |                               |                    |                    |                                   |                                   | テューダー朝                      |                                   |                                       |                                       |                                       |                                       |                                       |                                       |                                 |                                 |                                 |                                 |  |  |                                |                                |                                |                                |                                       |                                       |                                       |                                       |                                       |                                       |             |             |                            |                            |                            |                            |                                       |                                       |                                       |                                       |                                       |                                       |                        |                        |                        |                        |                        |                        |                                   |                                   |                                   |                                   |                                   |                                   |                                   |                                   |                                     |                                     |                                     |                                     |                                       |                                       |                                       |                                       |                                       |                                       |                                       |                                       |                                       |                                       |  |  |  |  |  |  |  |  |  |  |  |  |  |  |  |  |  |  |  |  |  |  |  |  |  |  |  |  |  |  |  |  |